# 완다비전
《완다비전》(영어: WandaVision)은 스트리밍 서비스 디즈니+에서 방송된 잭 셰이퍼가 제작한 미국의 텔레비전 미니시리즈로, 완다 막시모프 / 스칼렛 위치와 비전이 등장하는 마블 코믹스가 원작이다. 마블 스튜디오가 제작하는 마블 시네마틱 유니버스(MCU)의 첫번째 텔레비전 시리즈로, 프랜차이즈 영화와 연속성을 공유하며 영화 《어벤져스: 엔드게임》(2019년) 사건 이후에 진행되는 이야기를 다루었다. 셰이퍼는 맷 샤크먼 감독과 함께 수석 작가로도 참여하였다.
엘리자베스 올슨과 폴 베터니는 각각 영화 시리즈의 완다 막시모프와 비전 역을 다시 맡으며, 데브라 조 럽, 프레드 멜라메드, 캐스린 한, 티오나 패리스, 랜들 박, 캣 데닝스, 에번 피터스도 출연한다. 2018년 9월까지 마블 스튜디오는 올슨 및 베터니의 복귀와 함께 막시모프, 비전과 같은 MCU 영화 등장인물을 지원하는 데 중점을 둔 디즈니+ 전용의 몇가지 리미티드 시리즈를 개발하고 있었다. 셰이퍼는 2018년 1월 영입되었고, 시리즈가 공식 발표된 것은 4월이며, 맷 샤크먼은 8월에 합류하였다. 이 시리즈는 과거 시트콤을 오마주하며, 막시모프와 비전은 서로 다른 수십 년대의 텔레비전 트로프를 통해 그들을 이끄는 현실을 살아간다. 촬영은 2019년 11월 조지아주 애틀랜타에서 시작되었으며, 2020년 3월 코로나19 범유행으로 인하여 제작 중단되었다. 2020년 9월 로스앤젤레스에서 프로덕션이 재개되어 11월에 마무리되었다.
《완다비전》은 2021년 1월 15일 두 편의 첫 에피소드를 최초 공개하였으며, 마지막 에피소드가 공개된 3월 5일까지 총 아홉 편의 에피소드가 방영되었다. MCU 페이즈 4의 시작을 여는 첫 번째 시리즈이다. 이 시리즈는 결말부에 대한 비판은 있으나 과거 시트콤의 재현과 출연진, 특히 올슨의 연기에 대해 비평가들에게 찬사를 받았다. 작품의 슬픔과 향수에 대해 탐구하는 해설가를 비롯해 다양한 대중적 이론을 바탕으로 한 팬들의 폭넓은 토론과 분석이 이어졌다. 시리즈는 프라임타임 에미상의 23개 부문 후보에 올라 세 부문을 수상하는 등 수많은 상을 받았다. 올슨은 영화 《닥터 스트레인지: 대혼돈의 멀티버스》(2022년)에서 동일한 배역으로 다시 출연하여 《완다비전》의 완다 이야기를 이어가며, 한이 연기한 애거사 하크니스에 초점을 맞춘 스핀오프 시리즈 《전부 애거사 짓이야》는 2024년 9월 공개 예정이다.

## 전제
《어벤져스: 엔드게임》(2019년) 사건으로부터 3주가 지난 뒤, 완다 막시모프와 비전은 뉴저지주의 웨스트뷰 마을에서 그들의 본성을 애써 감추며 전원적인 교외 생활을 하고 있다. 주변 환경이 서로 다른 수십 년을 이동하기 시작하고 다양한 텔레비전 트로프와 마주치게 되면서, 부부는 보이는 것이 전부가 아니라고 의심하게 된다.

## 출연
- 완다 막시모프 / 스칼렛 위치 역 엘리자베스 올슨: 
카오스 마법을 구사하고 텔레파시와 염력을 다루며 현실을 바꿀 수 있는 어벤져이다.[3][4][5] 올슨은 이 시리즈가 마블 시네마틱 유니버스(MCU)에 "스칼렛 위치"라는 별명을 들여오면서[6] 배역의 정신 질환을 묘사하는 등 만화책 버전과 더욱 일치하는 캐릭터로 만들었다고 말하였다.[7] 책임 프로듀서 케빈 파이기는 이 시리즈가 막시모프가 가진 힘의 범위와 기원을 탐구한다고 말하였다.[8] 올슨은 시리즈가 개발되는 동안 막시모프에 대한 자신의 "소유권"이 이 시리즈가 개발되는 동안 강화되어[9] 유머와 뻔뻔함과 같은 캐릭터 성격의 새로운 부분을 탐구할 수 있게 되었다고 느꼈다.[10]:30 그는 《완다비전》이 영화에서의 조연 역할과 다르게 막시모프에게만 집중하는 것에 흥분하였고, 파이기가 《완다비전》에 영향을 준 구체적인 스칼렛 위치 만화 줄거리를 언급하는 것을 듣고 시리즈에 합류하게 되었다.[2] 올슨의 연기는 메리 타일러 무어와 엘리자베스 몽고메리, 루실 볼을 참고하였다.[11] 어린 시절의 막시모프는 미카엘라 러셀이 연기하였다.[12]
- 비전 역 폴 베터니: 
인공지능 자비스와 울트론, 마인드 스톤을 이용해 만들어진 안드로이드자 전 어벤져로,[3] 《어벤져스: 인피티니 워》(2018년)에서 죽임을 당하였다. 베터니는 연기하는 비전은 막시모프가 자신의 현실 속에서 자신 안에 머무는 마인드 스톤의 일부로 창조해낸 새로운 버전의 캐릭터로, 막시모프의 슬픔이자 희망, 사랑의 화신이다.[13][14] 작가진은 그를 "소울 비전"이라고 불렀으며,[15] 베터니는 그를 "예의바르고 정직하다"라고 묘사하였다. 그는 이 버전의 연기를 위해 딕 밴다이크와 휴 로리를 참고하였다.[11] 베터니는 소드가 재조립하여 다시 활성화한 "화이트 비전" 또는 "비전"이라고 불리는 오리지널 캐릭터도 연기하였다.[16] 이 버전의 외모는 온 몸이 새하얀데, 만화판에서 아무런 기억이나 감정 없이 순백의 몸으로 부활했을 때와 비슷하다.[17] 베터니는 후자의 비전을 친숙하면서도 위협적이라고 묘사함으로써 두 버전을 차별화하였다.[16]
- 샤론 데이비스 역 데브라 조 럽: 웨스트뷰의 주민이자 토드의 아내로, 가상의 《완다비전》 시트콤에서 "하트 부인"을 연기한다.[18][19]
- 토드 데이비스 역 프레드 멜라메드: 웨스트뷰의 주민이자 샤론의 남편으로, 가상의 《완다비전》 시트콤에서 비전의 상사 "아서 하트"를 연기한다.[18][19]
- 애거사 하크니스 역 캐스린 한:
가상의 《완다비전》 시트콤에서 막시모프와 비전의 "참견 많은 이웃"인 "아그네스"로 위장한 마녀이다.[2][20] 한은 아그네스를 "밤이 끝날 때까지 소파를 떠나지 않으며 항상 [그들의] 일에 끼어있는" 이웃으로 묘사하고,[9] 애거사와 막시모프의 관계를 안토니오 살리에리와 볼프강 아마데우스 모차르트의 관계에 비유하였다. 그는 애거사가 수 세기동안 마법을 연구하였으며 막시모프가 그것을 너무나 자연스럽게 익히는 것을 보고 격분하게 된다고 설명하였다.[21] 애거사는 막시모프의 멘토로 구상되었지만, 작가진이 시리즈의 구조에 더 잘 부합하도록 더 적대적인 인물로 변경하였다. 그럼에도 막시모프에게 가르침을 주는 특성은 유지되었다.[15]
- 모니카 램보 역 티오나 패리스:
공군 조종사 마리아 램보의 딸이자 소드의 대위로,[22] 가상의 《완다비전》 시트콤에서는 스스로를 "제럴딘"으로 소개한다.[23] 그는 남성이 지배하는 세계에서 "여성이 가질 수 있는 강인함과 능력"을 갖추었다.[9] 수석 작가 잭 셰이퍼의 구상에는 램보의 역할에 다른 캐릭터가 있었으나, 그 캐릭터를 시리즈에 사용하는 대신 램보를 사용하는 것이 그에게 흥미로웠다.[24] 공동 책임 프로듀서 메리 리바노스는 램보의 포함이 개발 과정에서 "쇼를 정말 풍성하게" 만드는 발견이었다고 덧붙였다.[10]:28 이는 램보와 같은 공감하는 캐릭터가 "자신의 힘으로 영웅"이 될 수 있도록 설정하였기 때문이다.[25] 이 시리즈는 《캡틴 마블》(2019년)에서 어머니의 친구이자 동료인 캐롤 댄버스 / 캡틴 마블을 우러러보던 어린 시절의 램보(아역 아키라 아크바르)가 이후에 어떤 일을 해왔는 지를 보여준다.[26][27] 패리스는 모니카 램보와 어머니 마리아 램보, 댄버스와의 관계를 고려하여 아크바르의 연기를 자신의 출발점으로 삼았다.[28]
- 지미 우 역 랜들 박:
소드와 일하는 FBI 요원으로, 이전에는 스콧 랭 / 앤트맨의 가석방 담당관이었다.[9][29] 박은 우가 《앤트맨과 와스프》(2018년)에서 완벽하게 하려고 했던 카드 마술을 이용하여 등장하는 것이 그 영화 이후 캐릭터의 발전 상을 빠르게 보여주고 그가 여러 가지 일을 더 잘 해내고 있으며 더 큰 사건을 맡았음을 보여준다고 생각하였다.[30] 박은 마술사에게 마술 트릭을 배워 이 시리즈에서 완벽하게 구사할 수 있도록 연습하는 데 며칠을 보냈다.[31]
- 달시 루이스 역 캣 데닝스:
소드와 일하는 천체물리학자로, 이전에는 제인 포스터의 인턴으로 일하며 토르와 친해졌다.[29][32] 데닝스는 《토르: 다크 월드》(2013년) 이후 처음으로 이 역할에 복귀하였으며, 루이스가 인간적인 면에서 크게 변하지는 않았을 것이지만, 천체물리학 박사 학위를 위해 학교에 다닌 뒤 더 나이가 들고 현명해졌을 것이라 생각하였다. 또한, 데닝스는 이제 루이스가 영화에서는 전혀 보인 적이 없던 "상관"의 모습으로 나오기에 캐릭터 스스로가 더 많은 자신감을 가지게 되었다고 생각하였다.[33]
- 랠프 보너 역 에번 피터스:
애거사의 지배 하에 있는 웨스트뷰 주민으로, 이전 MCU 영화에서 에런 테일러존슨이 연기하였던 막시모프의 죽은 쌍둥이 형제 피에트로를 가장한다.[34][35][36] 셰이퍼와 리바노스는 피에트로를 시리즈에 다시 등장시키고자 하였고, 캐릭터를 가상의 《완다비전》 프로그램에 "배역 변경"되도록 함으로써 "무엇이 진짜이고 가짜인지와 연기, 캐스팅, 관객, 팬덤"의 개념을 활용하기로 결정하였다.[37] 피터스의 캐스팅은 20세기 폭스의 엑스맨 영화 시리즈에서 그가 맡은 역할을 참고하였다.[34] 셰이퍼는 큰 혼란 없이 캐릭터의 배우를 변경하고 시트콤 가족과 함께 "소동을 일으키는" 친인척이 마을에 도착하는 시트콤 트로프를 보여주면서 이 배역 변경이 시리즈에 메타적인 차원에서 효과가 있었다고 언급하였다.[37][38] 샤크먼은 시리즈에서 피터스의 역할이 《아이언맨 3》(2013년)에서 벤 킹즐리가 만다린으로 가장한 트레버 슬래터리 역을 맡은 것과 비슷한 방식으로 관객의 기대에 부응하는 방식이었다고 말하였다.[39] 셰이퍼는 피터스의 연기를 《풀 하우스》의 제시 카초폴리스, 《패밀리 타이즈》의 닉 무어, 《프렌즈》의 조이 트리비아니 캐릭터의 혼합으로 비유하였다.[40]

웨스트뷰의 주민 역할은 다음과 같다. 아시프 알리가 비전의 직장동료 "놈"을 연기하는 아빌라시 탠던 역을 맡았고, 데이비드 렝겔이 "필 존스"를 연기하는 해럴드 프록터 역을 맡았다. 아모스 글릭은 우체부와 배달부인 "데니스"를 연기하는 피자 배달부 역이며, 이타마르 엔리케즈와 빅토리아 블레이드는 광고에 나오는 남자 배우와 여자 배우를 연기하는 주민이다. 에마 콜필드 포드는 해럴드의 아내로 "철권통치와 독살미소로 마을을 다스리는 회의적인 어머니"인 "도티 존스"를 연기하는 사라 프록터 역이다. 데이비드 페이턴은 "허브"를 연기하는 존 콜린스 역을 맡았다. 조시 스탬버그는 소드의 국장 권한대행 타일러 헤이워드 역으로 출연하며, 앨런 헤크너와 셀레나 안두즈가 소드 요원 몬티와 로드리게즈를 연기한다. 줄리안 힐리아드와 제트 클라인이 각각 막시모프와 비전의 아들 빌리와 토미 역을 맡았다.
다른 찬조출연 배우로는 막시모프와 비전의 이웃 "베벌리"를 연기한 이사벨 마쓰다 역의 졸린 퍼디, MCU의 스턴트맨으로 자주 참여하는 배우이며 막시모프의 현실에서 양봉인이 되는 소드 요원 프랭클린 역인 잭 헨리, 마을 의사 "스탠 닐슨"을 연기하는 웨스트뷰 주민 역의 랜디 오글레스비, 광고에 등장하는 소년과 소녀 역에 웨슬리 킴멜과 시드니 토마스, 애거사의 어머니 에바노라 하크니스 역에 케이트 포브스가 참여하였다. 일라나 코한치와 다니야르가 막시모프의 부모 이리나와 올레크 막시모프 역을 맡았으며, 가브리엘 구레비치는 형제 피에트로의 어린 시절을 연기하였다.

### 한국어판 성우진
- 문남숙(완다 막시모프 / 스칼렛 위치 역)
- 유호한(비전 역)
- 서지연(샤론 데이비스 역)
- 선우현수(토드 데이비스 역)
- 양정화(애거사 하크니스 역)
- 정유정(모니카 램보 역)
- 홍범기(지미 우 역)
- 박고운(달시 루이스 역)
- 박성영(랠프 보너 역)
- 변영희(타일러 헤이워드 역)

## 에피소드 목록
| 번호 | 제목                                                         | 감독      | 작가                         | 본 공개 날짜    |
| --- | ------------------------------------------------------------ | --------- | ---------------------------- | --------------- |
| 1 | "스튜디오 사전 제작" "Filmed Before a Live Studio Audience"  | 맷 샤크먼 | 잭 셰이퍼                    | 2021년 1월 15일 |
| 신혼부부 완다 막시모프와 비전이 1950년대 흑백 배경의 웨스트뷰 마을로 이사 온다. 비전은 안드로이드이고 완다는 염력과 현실을 뒤트는 능력을 가지고 있음에도 마을 공동체에 섞이고자 한다. 어느 날 달력의 오늘 날짜에 하트가 그려져 있는 걸 확인한 그들은 이 날이 무슨 날인지 기억하지 못한다. 비전이 계산 서비스 주식회사에서 일하는 동안 막시모프는 하트가 그들의 기념일을 가리킨다고 확신한다. 이웃에서 찾아온 아그네스는 막시모프에게 자신을 소개하고 그날 밤 기념일 준비를 도와준다. 비전은 업무 속도로 직장 동료를 놀라게 하지만 회사가 실제로 무엇을 하는 회사인지 확신하지 못한다. 그는 하트가 자신의 상사 하트와 하트 부인을 가리키며, 오늘 자신과 막시모프가 그들을 저녁 식사에 초대할 계획을 나타낸다는 것을 떠올린다. 막시모프와 비전은 막바지 저녁을 만드는 동안 자신들의 능력을 감추기 위해 고군분투한다. 저녁 식사 중 막시모프와 비전을 채근하던 하트는 목에 음식이 걸려 질식하고, 비전이 그를 구하기 위해 자신의 능력을 사용한다. 이 모든 장면은 누군가가 텔레비전으로 시청하는 가상의 시트콤 《완다비전》에서 일어난다. 《완다비전》 프로그램 중 한 광고에서 스타크 인더스트리 토스트메이트 2000 토스터 오븐을 선전한다. |                                                              |           |                              |                 |
| 2 | "다이얼 접근 금지" "Don't Touch That Dial"                   | 맷 샤크먼 | 그레첸 엔더스                | 2021년 1월 15일 |
| 1960년대 배경에서 막시모프와 비전은 집 밖의 이상한 소리를 듣는다. 부부는 동네 장기자랑 참가를 위해 마술 공연을 준비한다. 막시모프와 아그네스는 도티가 이끄는 공연기획위원회와 하루를 보내고, 비전은 마을방범대회에 참석하던 중 우연히 껌을 삼키게 된다. 막시모프는 또 다른 이웃 제럴딘과 친구가 되고, 흑백 세계에서 노란색과 빨간색 장난감 헬리콥터, 라디오에서 나오는 그에게 말을 거는 듯한 목소리, 붉은 핏자국 등 더 이상한 것들을 알게 된다. 내부 장치에 걸린 껌 때문에 비전은 장기자랑에서 취한듯한 모습으로 나타나 그의 능력을 공개적으로 드러낸다. 막시모프는 자신의 능력으로 이것을 간단한 마술처럼 보이게 만들고 공연이 끝난 뒤 껌을 제거해 비전을 고친다. 부부는 집으로 돌아가고, 막시모프는 눈에 띄게 임신한 모습이 된다. 부부는 거리의 맨홀에서 수상한 양봉사가 나오는 것을 보고, 막시모프는 그 모습이 나타나기 전으로 현실을 재설정한다. 1970년대로 넘어가면서 설정이 천연색으로 바뀐다. 《완다비전》 프로그램 중 한 광고에서 스트러커 시계를 선전한다. |                                                              |           |                              |                 |
| 3 | "이제는 컬러" "Now in Color"                                 | 맷 샤크먼 | 메건 맥도널                  | 2021년 1월 22일 |
| 1970년대를 배경으로 의사 닐슨은 막시모프가 임신 4개월이며 자신의 아내와 휴가를 떠나기 전까지는 모든 것이 괜찮다고 말한다. 비전은 닐슨을 배웅하는 동안 이웃인 허브가 자신도 모르게 벽을 자르고 있는 것을 보게 된다. 막시모프와 비전은 임신 6개월 상태에 도달하기 전에 아기방을 꾸미고 아이들 이름을 무엇으로 지을 지에 대해 토론한다. 막시모프의 진통이 시작되자 그의 능력으로 인해 집 안의 물건들이 움직이기 시작하고 결국에는 마을 전체의 전력이 차단된다. 제럴딘이 찾아와 막시모프의 해산을 돕고 쌍둥이 빌리와 토미가 태어난다. 비전은 아그네스와 허브가 뒷말을 나누는 것을 발견한다. 그들은 마을에 막 도착하여 집도 가족도 없는 제럴딘의 정체에 대해 이야기하고 있다. 집 안에서 막시모프는 자신의 쌍둥이 형제 피에트로가 울트론에게 죽었다는 사실을 제럴딘이 언급하자 그를 추궁한다. 막시모프는 제럴딘이 검 문양이 새겨진 펜던트를 차고 있는 것을 알아차린다. 비전이 돌아왔을 때 제럴딘은 사라져 있다. 웨스트뷰 외곽에서 제럴딘은 전자기장 벽을 뚫고 나타나고 소드 요원들이 그를 둘러싼다. 《완다비전》 프로그램 중 한 광고에서 하이드라 입욕제를 선전한다.                                                                       |                                                              |           |                              |                 |
| 4 | "프로그램에 끼어들기" "We Interrupt This Program"            | 맷 샤크먼 | 보백 에스파자니, 메건 맥도널 | 2021년 1월 29일 |
| 소드 요원 모니카 램보 대위는 블립 이후 다시 살아나 자신의 어머니 마리아가 암으로 사망한 것을 알게 된다. 3주 후, 램보는 업무에 복귀하고 국장 권한 대행 타일러 헤이워드가 그를 뉴저지 웨스트뷰 실종자 사건을 맡은 FBI 요원 지미 우에게 파견한다. 램보와 우는 마을을 둘러싼 육각형의 CMBR 전자기장을 발견하고, 램보가 이 전자기장에 끌려 들어간다. 소드는 24시간 내에 마을 주변에 기지를 세우고 조사를 위해 드론과 요원을 투입시킨다. 달시 루이스 박사는 이 현상을 연구하며 시트콤 《완다비전》의 방송 신호를 발견한다. 그들은 이것을 이용해 마을 안의 사건을 관찰하고, 실제 거주자가 시트콤에 "캐스팅"되었다는 것과 램보가 "제럴딘"으로 출연한다는 것을 알게 된다. 루이스와 우는 라디오를 사용하여 막시모프와 연락을 시도하지만 실패한다. 램보가 울트론을 언급하자 막시모프가 그를 마을 밖으로 내쫓는다. 막시모프는 비전이 죽었을 당시의 모습을 일시적으로 본 뒤 그와 함께 다시 시트콤 생활에 적응한다. |                                                              |           |                              |                 |
| 5 | "유난히 특별한 사건" "On a Very Special Episode..."          | 맷 샤크먼 | 피터 캐머런, 매킨지 도어     | 2021년 2월 5일  |
| 1980년대와 1990년대 초반 배경에서 막시모프와 비전은 빌리와 토미의 울음을 그치게 하려고 고군분투한다. 아그네스가 아이들 돌보는 걸 돕겠다고 제안하지만 비전이 그의 행동에 의문을 제기한다. 그들의 대화는 빌리와 토미가 갑자기 다섯 살이 되면서 중단된다. 집에 강아지가 등장하자 아이들이 키우자고 조르고, 아그네스가 스파키라는 이름을 제안한다. 막시모프는 자신의 능력을 아그네스에게 거의 드러내 비전을 걱정시키고, 아이들은 갑자기 열 살로 자란다. 직장에서 비전은 소드가 보낸 웨스트뷰의 상황을 밝히는 이메일을 읽는다. 그는 웨스트뷰 주민의 실제 인격을 마주하고 막시모프가 마을을 조종하고 있음을 알게 된다. 소드는 1980년대 드론을 웨스트뷰로 보내고 이를 본 스파키가 달아난다. 헤이워드는 드론으로 막시모프를 죽이라고 명령하지만, 막시모프가 드론을 가지고 장벽 밖으로 나와 헤이워드에게 자신을 내버려두라고 경고한다. 아그네스는 스파키가 죽은 것을 발견한다. 비전은 막시모프의 행동에 이의를 제기하며 대면하지만 "피에트로"의 도착으로 방해를 받는다. 방송을 보던 루이스는 피에트로가 "배역 변경"되었음을 알아차린다. 《완다비전》 프로그램 중 한 광고에서 라고스 종이 타올을 선전한다.                                     |                                                              |           |                              |                 |
| 6 | "으스스하게 화려한 핼로윈" "All-New Halloween Spooktacular!" | 맷 샤크먼 | 척 헤이워드, 피터 캐머런     | 2021년 2월 12일 |
| 1990년대 후반/2000년대 초반 배경에서 막시모프는 토미와 빌리의 첫 핼러윈을 가족이 함께 보내기를 바라지만, 비전은 그에게 자신이 마을 방범대와 함께 거리 순찰을 할 것이라 말한다. 대신 아버지 역할을 제안한 "피에트로"는 그의 가속 능력으로 아이들과 트릭 오어 트릿을 하며 장난을 치고, 이 과정에서 토미가 그의 능력을 물려받았음이 드러난다. 한편, 비전은 집에서 멀리 떨어진 곳을 탐색하고, 그곳에서 아그네스를 비롯한 웨스트뷰 주민들이 멈춘 채로 굳어있는 모습을 발견한다. 비전은 아그네스의 실제 자아와 대화를 시도하고, 아그네스는 비전에게 그가 죽었다고 말한다. 웨스트뷰 외곽에서 헤이워드는 막시모프를 공격하기로 한 자신의 결정에 반기를 든 램보와 루이스, 우에게 기지를 떠나라고 지시하지만, 램보, 루이스, 우는 기지 내부에 잠입하여 헤이워드의 컴퓨터를 해킹하고 그가 비전의 비브라늄 흔적을 추적하고 있음을 알게 된다. 비전은 자기장 벽을 뚫고 나가려 하지만 몸이 분해되기 시작한다. 빌리가 이것을 감지하여 막시모프에게 알리자 그는 육각형 자기장 벽을 확장시킨다. 비전과 루이스, 소드 요원 일부는 새롭게 확장된 경계에 들어가게 된다. 《완다비전》 프로그램 중 한 클레이메이션 광고에서 요매직 요거트를 선전한다.         |                                                              |           |                              |                 |
| 7 | "무너지는 제 4의 벽" "Breaking the Fourth Wall"              | 맷 샤크먼 | 캐머런 스콰이어스            | 2021년 2월 19일 |
| 2000년대 중후반 배경에서 막시모프는 혼자만의 하루를 보내기로 결심하고 아그네스가 토미와 빌리를 돌보기로 한다. 막시모프는 집의 여러 부분이 끊임없이 변하는 것을 보지만 그것들을 통제할 수 없다. 깨어난 비전은 경계 안의 소드 요원들을 찾아보고, 이들은 모두 서커스 단원이 되어 있다. 비전은 루이스를 주문에서 풀어주고, 루이스는 비전에게 그의 죽음과 현재 상황을 초래한 사건에 대하여 말해준다. 램보와 우는 웨스트뷰 외곽에서 정직한 소드 요원들을 만나 장벽을 넘을 수 있게 설계된 차량을 얻는다. 전략이 실패하자 램보는 직접 들어가기로 결심한다. 그는 자기장 벽을 통과하여 겉보기에 강해진 모습으로 나타난다. 램보는 막시모프와 대면하지만 아그네스가 램보에게 떠나라고 말한 뒤 막시모프를 자신의 집으로 데려간다. 막시모프는 지하실에서 아이들을 찾다가 이상한 은신처를 발견한다. 아그네스는 자신을 아가사 하크니스라는 마녀라고 소개하고, 자신이 "피에트로"를 방해꾼으로 보내고 스파키를 죽이는 등 막시모프의 삶을 방해해왔다고 폭로한다. 《완다비전》 프로그램 중 한 광고에서 넥서스 항우울제를 선전한다. |                                                              |           |                              |                 |
| 8 | "지난 이야기" "Previously On"                                | 맷 샤크먼 | 로라 도니                    | 2021년 2월 26일 |
| 1693년 매사추세츠 세일럼, 하크니스의 어머니 에바노라가 이끄는 마녀 집회는 하크니스가 어둠의 마법을 행했다는 이유로 그를 처형하려고 시도하지만 하크니스가 역으로 그들의 생명력을 빨아들인다. 현재로 돌아와, 하크니스는 막시모프가 웨스트뷰를 어떻게 통제하고 있는지 알고 싶어하며, 막시모프가 주요한 과거의 기억을 다시 회상하도록 강요한다. 하크니스는 막시모프가 어렸을 때부터 마인드 스톤으로 증폭된 마법 능력을 가졌고 항상 시트콤을 즐겨왔다는 것을 알게 된다. 블립 이후, 막시모프는 비전의 시신을 되찾아 매장하고자 소드를 찾아가지만 헤이워드가 막시모프의 요청을 거절한다. 비전의 시신에서 어떠한 생명도 느끼지 못한 막시모프는 비전이 살아 생전 막시모프와 함께 살고자 구입해둔 웨스트뷰의 부지로 차를 몰고 찾아간다. 비탄에 잠긴 막시모프는 빈 부지에 집과 새로운 버전의 비전을 구현하고 헥스를 마을 전체로 확장시킨다. 하크니스는 막시모프가 카오스 마법이라고 부르는 전설적인 형태의 마법을 부릴 수 있다고 결론짓고 그를 "스칼렛 위치"라고 부른다. 크레딧 중반 장면에서 헤이워드가 원래의 신체를 재조립한 순백의 "비전"을 다시 활성화시킨다.                                                                              |                                                              |           |                              |                 |
| 9 | "마지막 회" "The Series Finale"                              | 맷 샤크먼 | 잭 셰이퍼                    | 2021년 3월 5일  |
| 하크니스는 막시모프의 카오스 마법을 빼앗으려 하지만 막시모프를 죽이려고 하는 "비전"의 방해를 받는다. 막시모프의 비전이 이 "비전"에 개입하여 웨스트뷰 전역을 전장으로 싸움을 벌인다. 하크니스는 막시모프의 통제로부터 마을 주민들을 해방시키고, 이들은 막시모프에게 장벽을 열어달라고 애원한다. 막시모프는 헤이워드와 소드가 마을에 들어오고 비전과 쌍둥이가 해체되기 시작하자 장벽을 여는 것을 멈춘다. 램보는 "피에트로" 배역이 랠프 보너라는 이름의 마을 주민임을 알게 되고 그를 하크니스의 통제에서 벗어나게 해준 뒤 소드를 막으려는 쌍둥이를 돕는다. 활성화된 "비전"은 비전의 도움으로 기억을 되찾은 뒤 마을을 떠난다. 막시모프는 장벽에 마법의 룬 문자를 배치하여 하크니스가 마법을 사용하지 못하도록 막고, 그를 "아그네스" 인격에 가둬버린다. 막시모프는 헥스를 붕괴시키고 잠적하기 전 비전과 쌍둥이에게 작별을 고한다. 크레딧 중반 장면에서 헤이워드는 체포되고 램보는 스크럴로부터 어머니의 친구가 자신을 만나고 싶어한다는 소식을 듣는다. 크레딧 이후 장면에서 막시모프는 영체 상태로 다크홀드를 읽던 중 쌍둥이가 도움을 청하는 소리를 듣는다.                                                                               |                                                              |           |                              |                 |

## 제작

### 개발
2018년 9월까지 마블 스튜디오는 완다 막시모프와 같이 자신만의 영화에 출연하지 않은 마블 시네마틱 유니버스(MCU) 영화 등장인물을 지원하는 데 중점을 두고 모회사 디즈니의 스트리밍 서비스 디즈니+를 위한 몇 가지 리미티드 시리즈를 개발하고 있었다. 막시모프 역의 엘리자베스 올슨을 포함하여 영화 속 인물들을 연기한 배우들이 이 리미티드 시리즈에서 자신들이 맡았던 역할로 다시 출연할 예정이었다. 이 디즈니+ 시리즈는 각 작품마다 여섯에서 여덟 편의 에피소드 구성으로, "주요 스튜디오 제작에 필적하는 막대한 [예산]"으로 만들어지며, 이전 MCU 텔레비전 시리즈를 제작한 마블 텔레비전이 아닌 마블 스튜디오가 제작할 예정이었다. 마블 스튜디오의 사장 케빈 파이기는 영화와의 "이야기 연속성"과 영화에서의 역할을 다시 맡을 배우를 "다루는" 것을 중점으로 각각의 리미티드 시리즈 전개에서 "실질적인 역할"을 맡을 것으로 보였다. 마블의 크리에이티브 책임자 브라이언 차펙은 막시모프 시리즈의 초기 작업을 시작하였고, 이후 2018년 중반에 공동 책임 프로듀서 메리 리바노스가 프로젝트에 합류하여 시리즈 개발을 인수하였다. 10월 말까지 폴 베터니의 비전은 막시모프와 비전의 관계에 초점을 맞춘 이 시리즈에서 중요한 역할을 할 것으로 예상되었다. 그 다음 달에는 《비전과 스칼렛 위치》(Vision and the Scarlet Witch, The Vision and Scarlet Witch)라는 제목이 보도되었다.
파이기는 시트콤 장르에 대한 자신의 애정, 막시모프와 비전이 어떻게 현실 도피에 사용될 수 있는 지를 바탕으로 이들이 "교외의 행복"이라는 환상의 세계에 살도록 하는 아이디어를 생각해냈다. 그가 작품에 참여할 예정인 수석 작가들을 만났을 때, 어떤 이는 그가 제안한 시트콤 요소가 효과가 있을 것이라고 생각하지 않았다. 당시 《블랙 위도우》(2021년) 작업을 하던 잭 셰이퍼는 이 시리즈의 전제를 듣고 흥분하였다. 그는 자신의 아이디어를 발표하기 위한 회의를 가졌고, 2019년 1월 수석 작가로 고용되었다. 셰이퍼는 첫 에피소드의 극본을 쓰고 시리즈를 총괄 제작하기로 되어 있었다. 그 해 4월, 디즈니와 마블은 《완다비전》 시리즈 제작을 공식 발표하였으며, 8월에는 맷 샤크먼이 감독 및 총괄 프로듀서로 고용되었다. 파이기 또한 마블 스튜디오의 루이스 데스포지토, 빅토리아 알론소와 함께 총괄 프로듀서를 맡았다.:50:20 파이기는 영화 《블랙클랜스맨》(BlacKkKlansman, 2018년)의 제목을 본 뒤 시리즈의 제목을 《완다와 비전》이나 《스칼렛 위치와 비전》이 아닌 《완다비전》이라는 복합적인 제목으로 지을 영감을 받았으나, 막상 이 제목으로 정하는 데에는 주저하였다. 셰이퍼는 이 제목을 듣고 시리즈에 완벽하게 적합하다고 생각하여 꼭 사용할 것을 주장하였다. 제목이 공개된 후 "가장 어리석은 제목"으로 인식되어 약간의 반발도 있었으나 셰이퍼는 시청자들이 이 시리즈를 보고 나면 마음을 바꿀 것이라고 보았다. 파이기는 이 시리즈가 막시모프와 비전의 이야기를 다루고, 막시모프의 모든 능력을 보여주며, 비전이 누구인가를 탐구하고, 막시모프의 만화책 이름인 "스칼렛 위치"를 재미있고 웃기며, "다소 무서운" 방식으로 MCU에 도입할 것이라 말하였다. 그는 이 시리즈가 MCU 페이즈 4의 나머지 작품에도 영향을 미칠 것이라고 덧붙였지만, 시청자가 시리즈를 이해하기 위해 MCU에 익숙할 필요는 없을 것이라고 말하였다. 그는 이미 모든 MCU 영화를 보고 페이즈 4에 대한 계획을 알고 있는 사람들에게 "풍부한 보상"이 주어질 것이라고 보았다.
이 시리즈는 부분적인 시트콤, 부분적인 파이기의 "마블 서사시", 베터니의 "슈퍼 아방가르드와 기묘함", 티오나 패리스의 시트콤이 혼합된 액션 영화, 리바노스의 슈퍼히어로 액션과 "작은 마을 시트콤 바보짓"의 결합으로 설명된다. 샤크먼은 심리 드라마 《매드맨》, 대규모 액션 시리즈 《왕좌의 게임》, 《필라델피아는 언제나 맑음》 같은 시트콤 등의 시리즈를 연출한 경험으로 이러한 시리즈를 감독할 "독특한 장비"를 갖추고 있었다. 샤크먼은 또한 《저스트 텐 오브 어스》 같은 1980년대 시트콤에 아역으로 출연한 경험이 있기에 자신이 《완다비전》을 만들 자격이 충분하다고 느꼈다. 이 시리즈는 아홉 편의 에피소드에 걸쳐 약 여섯 시간의 내용으로 구성되어 있으며, 각 에피소드 분량은 30분 짜리 코미디 포맷에서 50분 길이에 이르기까지 다양하다. 개발 기간 동안 편당 예산이 2,500만 달러에 달하는 것으로 알려졌다.

### 극본

#### 시작 및 구조

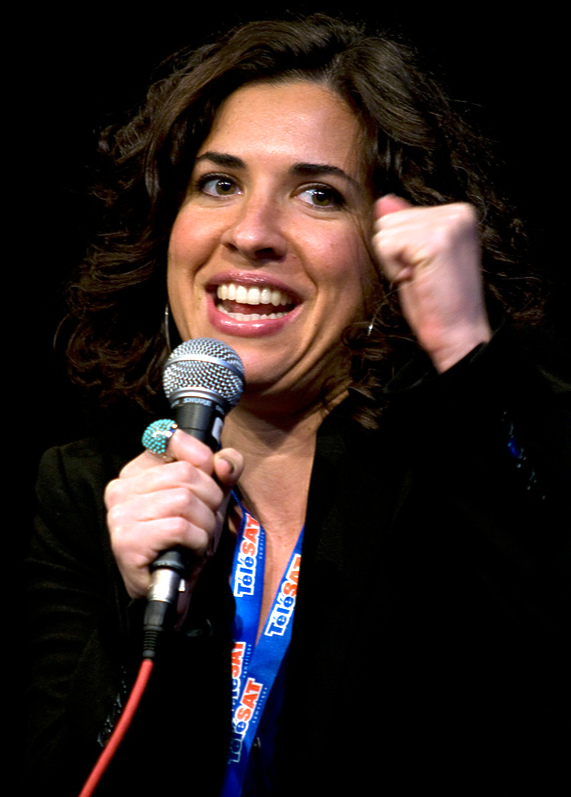
잭 셰이퍼는 《완다비전》을 제작하고 수석 작가로도 참여하였다.

이 시리즈의 대부분은 《완다비전》이라는 가상의 시트콤 안에서 진행된다. 셰이퍼는 먼저 만화 자료를 비롯해 마블 스튜디오가 이 시리즈로 이루고자 하는 바를 담은 개요를 받게 되어 이 아이디어들을 구체화하는 데 도움을 줄 수 있었다.:28 파이기는 마이크 델 문도가 톰 킹과 가브리엘 에르난데스 왈타의 만화 시리즈 더 비전의 표지로 그린 "노먼 록웰이 《비버에게 맡겨둬》를 만나다"에서 시각적 영감을 받았고, 올슨과 베터니에게 해당 만화책과 브라이언 마이클 벤디스, 올리비에 쿠아펠의 《하우스 오브 엠》 줄거리의 결합으로 이 시리즈를 제안하였다. 이밖에도 《스칼렛 위치: 위치스 로드》 트레이드 페이퍼백, 《하우스 오브 엠》에 앞서는 벤디스 글, 데이비드 핀치 그림의 《어벤저스 디스어셈블드》, 존 번이 참여한 웨스트 코스트 어벤저스의 〈비전 퀘스트〉 줄거리, 빌 만틀로와 릭 리어나디, 스티브 엥글하트와 리처드 하월이 연재한 만화 《비전과 스칼렛 위치》에서 영감을 받았다.
파이기와 셰이퍼, 샤크먼, 리바노스는 시리즈의 불손한 분위기를 "못 박는" 데 전념하였다. 셰이퍼는 MCU 영화 《토르: 라그나로크》(2017년)와 마블 텔레비전 엑스맨 시리즈 《리전》(2017년–2019년)에서 영감을 받았고, 이러한 프로젝트들이 마블 스토리의 틀을 깨고 대담하고 독창적이며 "믿을 수 없을 정도로 괴팍하다"(bananas)고 생각하였다. 그는 《완다비전》 또한 독특하고 남다르게 만들도록 하였다고 보았고, 공격적이고 본능적인 액션에 중점을 둔 블랙 위도우에서 자신이 작업한 것과는 정반대일 것이라고 언급하였다. 셰이퍼는 다양한 관점이 더 나은 이야기를 만들 것이라 믿었기에 시리즈의 작가진으로 그레첸 엔더스, 메건 맥도널, 보백 에스파자니, 피터 캐머런, 매킨지 도어, 척 헤이워드 캐머런 스콰이어스, 로라 도니를 기용하였는데, 이는 성비를 반반으로 정하고 일부는 유색 인종으로 구성한 것이었다. 각 작가마다 이 시리즈에 가져온 전문 분야가 달랐기에 셰이퍼의 조수 로라 몬티와 일반 작가 조수 클레이 라파리가 이들을 보조하였다. 작가진 중 한 명인 맥도널은 스토리 에디터로 승격되었다. 작가진 대다수는 셰이퍼와 다르게 텔레비전 극본 경험이 있었는데, 이를 통해 셰이퍼가 제한된 시리즈의 긴 형식 구조와 더 큰 서사 안에서 각 에피소드를 만드는 첫 도전에 도움을 받을 수 있었다.:29 셰이퍼는 이 이야기가 영화 형식으로는 결코 전달될 수 없었다고 보았는데, 시트콤 현실을 진정한 텔레비전 미학으로 정립하여 그 형식을 깨뜨릴 필요가 있었기 때문이었다.
셰이퍼는 막시모프가 시리즈의 시트콤 현실에 책임이 있다는 중심 아이디어를 간단한 콘셉트로 정하고 이것이 미스터리를 통해 밝혀지면 더욱 설득력이 있을 것이라고 보았다. 이는 막시모프와 비전이 시트콤 현실에서 살아가는 모습을 처음의 세 에피소드로 보여주고 네 번째 에피소드에서 이러한 사건을 현실 세계 관점에서 다시 이야기함으로써 시청자에게 해답을 제공하는 방식으로 이뤄진다. 셰이퍼는 이를 시트콤에 "기반하여" 《환상특급》처럼 "점차 훼손되게" 시리즈를 시작하고 초기 사건을 설명하기 위한 보틀 에피소드가 뒤따르는 것이라고 설명하였다. 이 시리즈가 시청자들에게 답을 주기 전까지 얼마나 오랫동안 시트콤 현실 속에 남아있느냐가 셰이퍼에게는 큰 고민거리였다. 네 번째 에피소드의 "막대한 정보 넘기기"가 있은 뒤, 셰이퍼는 시청자가 시리즈의 남은 에피소드를 "전부 교묘한 미스터리가 아닌 감정적이고 심리적인 여행"으로 경험할 수 있기를 바랐다. 그는 마지막 두 에피소드가 막시모프의 역사와 시트콤 현실 창조를 탐구하고, MCU 영화의 스펙터클과 함께 거대한 피날레를 장식할 때까지 시리즈의 남은 에피소드에 시트콤과 실제 세계의 요소들을 혼합하는 것을 목표로 하였다. 그는 이 시리즈를 여러 권의 만화책에 비유하였고, 이것이 부정에서 시작하여 수용으로 끝나는 슬픔의 다섯 단계를 따르도록 구조화된 본래의 목표한 바에 매우 가깝다고 말하였다.:29 원래는 10부작으로 계획하였으나, "리듬"을 개선하기 위해 9부작으로 수정되었다. 각 에피소드의 제목은 텔레비전 시리즈의 오프닝 크레딧이나 홍보에 등장하는 문구에서 유래하였다.

#### 캐릭터와 유니버스
시리즈에 대한 마블 스튜디오의 초기 아이디어를 받은 뒤 셰이퍼는 캐릭터를 위한 계획을 구체화하는 데 도움을 주었다. 샤크먼과 셰이퍼는 사용되지 않은 미편집본처럼 이전 MCU 영화에 들어가지 않은 푸티지를 포함해 막시모프와 비전이 등장하는 기존 MCU 푸티지를 모두 시청하였다. 이 푸티지들을 보면서 셰이퍼는 막시모프와 비전이 《캡틴 아메리카: 시빌 워》(2016년)의 파프리카시를 요리하는 장면과 《어벤져스: 인피니티 워》(2018년)의 스코틀랜드에서 함께 시간을 보내는 장면처럼 캐릭터의 일상적인 순간에 끌렸다.:29 셰이퍼는 두 사람에게 경이로움과 진정성이 있었고, 시트콤 설정에서 가족의 역동성이 시리즈의 터무니없는 전제에도 불구하고 차분하고 따뜻한 느낌을 줄 것이라 느꼈다고 말하였다.:45 셰이퍼는 둘 모두가 외부인으로서 "서로를 찾으며 대문자 D가 다르다"는 점에서 매력적이라고 보았다.
《완다비전》은 《어벤져스: 엔드게임》(2019년)의 사건이 있은 지 3주 후에 시작되며, 파이기의 고향인 뉴저지 웨스트필드를 참고한 "W"와 "V"가 들어가는 뉴저지 웨스트뷰라는 가상의 마을을 공간적 배경으로 둔다. 이 시리즈는 막시모프가 동유럽 국가에서 성장하여 텔레비전 등 암시장의 미국 제품에 의존하며 아버지가 판매한 미국 시트콤 DVD에 대한 애정을 형성하는 과정을 보여준다. 셰이퍼는 막시모프의 슬픔이 공감대를 형성할 수 있다고 보았기에 캐릭터와 슬픔에 대한 이야기를 하면서 이 시리즈를 사회적 논평에 이용하는 것에 기뻐하였다. 슬픔 상담가가 시리즈를 위한 조언을 제공하였으며, 샤크먼은 이 시리즈 전체가 막시모프가 자신의 슬픔을 감당하고 극복하는 법을 배우는 것에 관한 것이라고 말하였다. 셰이퍼는 이전의 MCU에서 드물었던 막시모프의 기쁨과 유머 같은 모습들을 보여주는 것을 비롯하여 막시모프를 완전히 실현된 캐릭터로 묘사하는 데 전념하였다. 셰이퍼, 리바노스, 작가진은 일부 만화책에서 등장했던 막시모프를 미치거나 통제 불능으로 보이게 만드는 묘사를 피하고자 가장 신경을 썼는데, 셰이퍼는 시리즈가 그를 "매우 복잡한 여성이라는 뉘앙스로 묘사"하기를 바랐다. 올슨은 셰이퍼가 막시모프를 작업한 작가 중에서 가장 처음으로 "[막시모프의] 내부와 외부 세계를 360도" 이해한 사람 중 한 명이라고 생각하였다.
"스칼렛 위치"를 카오스 마법과 연관된 타이틀이자 미리 정해진 운명으로 소개함으로써, 이 시리즈는 막시모프의 캐릭터를 너무 제한하지 않으면서 《닥터 스트레인지》(2016년)에서 소개된 것 이상으로 MCU에서의 마법을 더욱 정의할 수 있었다. 위치크래프트, 세일럼 마녀재판, 셰이퍼가 "우리가 분류한 마녀와 마법의 미국화되고 여성적인 버전"이라고 묘사한 것들은 닥터 스트레인지부터 도입되어 셰이퍼가 "남성적인 마법에 더 가깝다고" 보았던 마법 이후로 모두 MCU에 새롭게 추가된 것들이다. 또한 이 시리즈는 MCU에 소드라는 조직을 처음으로 등장시키는데, 만화책의 외계 지성 관찰 및 대응국(Sentient World Observation and Response Department to Sentient Weapon Observation)을 외계 무기 관찰 및 대응국(Sentient Weapon Observation and Response Division)으로 변경한 것이다. 이것은 MCU 내 해당 조직이 오리지널 비전을 무기로 만들 목적으로 재구성하는 등 지각이 있는 무기를 다루기 때문이다. 시리즈에 등장하는 소드 요원 중 한 명은 성장한 모니카 램보로, 《캡틴 마블》(2019년)에서 열한 살의 모습으로 처음 등장하였다. 올슨은 마블 스튜디오가 앞으로 램보라는 캐릭터로 무엇을 하고 싶은 지를 더 잘 이해하게 되면서 램보의 설정이 촬영 중 변경되었다고 말하였다. 기존 MCU 캐릭터인 달시 루이스와 지미 우는 각각 과학과 법 집행의 배경을 가진 헥스 외부의 캐릭터를 두자는 바람으로 이 시리즈에 추가되었다. 초기 에피소드의 초안에는 헥스 밖에 있을 때 루이스에 대한 배경 이야기가 더 많았지만 소드 기지에 초점을 맞추기 위해 삭제되었으며, 대신 후기 에피소드에 이와 관련한 요소들이 삽입되었다. 막시모프와 비전의 쌍둥이 아들 빌리와 토미는 시리즈에서 열 살의 모습으로 등장한다. 샤크먼은 만화책의 영 어벤저스 팀처럼 나이 든 캐릭터로 만들 계획은 전혀 없었다고 말하며 그렇게 되면 막시모프가 아이들과 더 많은 시간을 보낼 수 없다는 것이 이유라고 밝혔다.
《완다비전》은 《닥터 스트레인지: 대혼돈의 멀티버스》(2022년)와 곧바로 이어지며, 올슨이 막시모프 역할로 다시 출연한다. 셰이퍼는 파이기가 MCU 프로젝트 간의 연결을 관리하지만, 자신과 샤크먼이 《멀티버스 오브 매드니스》, 《스파이더맨: 노 웨이 홈》(2021년), 마블 스튜디오의 다른 디즈니+ 시리즈 제작진과 이야기 간의 연계에 대해 논의하고 《완다비전》에서 영화들로 손쉽게 이어질 수 있도록 대화를 나누었다고 말하였다. 리바노스는 《로키》의 책임 프로듀서 스티븐 브루사드, 케빈 라이트와 《왓 이프...?》의 책임 프로듀서 브래드 윈더바움을 만나 멀티버스, 분기 타임라인, 넥서스 사건을 위한 "규칙집"을 만들었다. 베네딕트 컴버배치가 《완다비전》 마지막에 닥터 스트레인지로 출연할 계획이었으나 막시모프에 대한 집중이 분산되는 것을 막기 위해 시리즈에서 제외되었다. 이러한 변경에 맞추고자 《대혼돈의 멀티버스》의 각본도 수정되었으며, 이 작업에는 영화의 작가인 마이클 월드론과 셰이퍼가 함께 하였다.

#### 시트콤의 영향

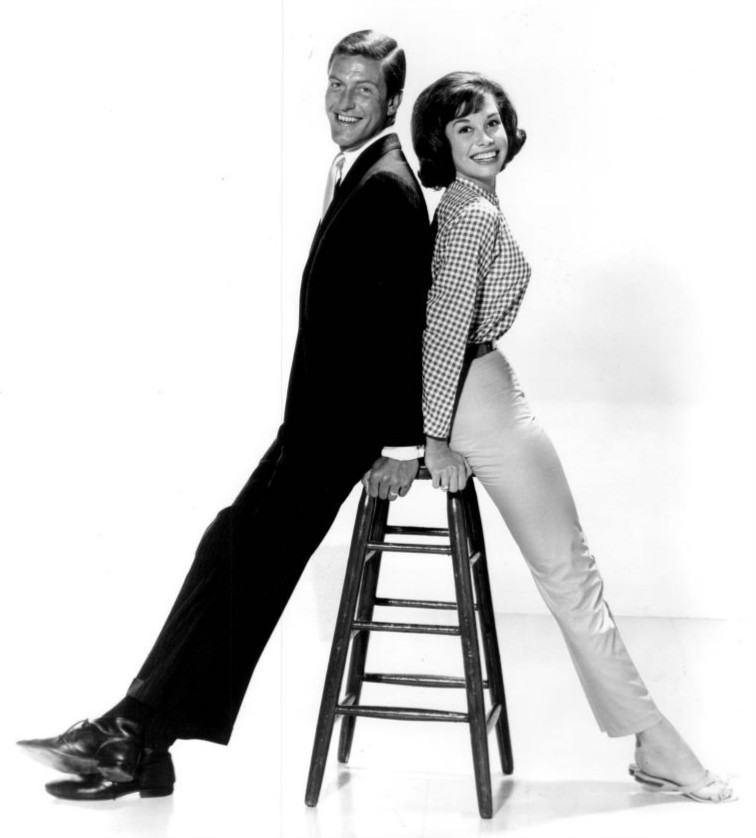
롭 역 딕 밴다이크와 로라 역 메리 타일러 무어의 딕 밴다이크 쇼 광고 사진. 시리즈에서 첫 번째로 오마주하는 시트콤이다.

샤크먼과 셰이퍼는 이 시리즈가 "텔레비전 황금기에 띄우는 러브레터"라고 말하였지만, 시리즈는 미국 텔레비전의 여러 시대 시트콤을 오마주한다. 그들은 직장 시트콤과 같은 다른 유형보다 가족 시트콤에 집중하기로 정하였는데, 이것은 가족적 측면이 시리즈의 중심을 유지하고, 막시모프가 영화에서 사랑하는 사람을 잃은 뒤 가족을 찾고 있기 때문이었다. 셰이퍼와 샤크먼은 과거의 시트콤을 연구하면서 작품들의 "트래핑과 스타일"을 익혔으며, 현대의 시리즈가 받아들일 수 없는 오래된 시트콤의 트로프는 피하였다. 셰이퍼와 샤크먼, 파이기는 시리즈 제작에 대한 자문을 구하고자 1960년대 《딕 밴다이크 쇼》 시트콤 주연인 딕 밴다이크와 이야기를 나누기도 하였다. 이 시리즈에 영감을 준 다른 시트콤으로는 《왈가닥 루시》, 《나의 세 아들》, 《아빠가 제일 잘 알아》, 《오지와 해리엇의 모험》, 《아내는 요술쟁이》,:45 《더 브래디 번치》, 《패밀리 타이즈》, 《아웃 오브 디스 월드》, 《말콤네 좀 말려줘》, 《모던 패밀리》, 《오피스》가 있다. 올슨의 언니 메리케이트와 애슐리가 출연한 《풀 하우스》에 대한 메타 참조가 이루어진다.:45 가족 시트콤에 집중하기로 결정하기 전에는 시리즈의 한 에피소드를 《메리 타일러 무어 쇼》에 기반하여 막시모프의 일과 삶의 균형을 탐구하는 내용으로 제작할 예정이었다. 올슨은 각 에피소드에서 탐구되는 시트콤 10년과 그 10년 동안의 강조된 트로프들이 더 큰 이야기 속 등장인물들이 어디에 있는지 연결되도록 선택된 것이라고 말하였다. 각 에피소드는 선택한 시간대의 핵심 요소를 포착하면서 시간의 흐름에 따라 진화하는 시트콤을 보여주고자 한다. 예를 들어, 첫 에피소드는 1950년대 후반부터 1960년대 초반까지 방영된 《딕 밴다이크 쇼》와 《왈가닥 루시》를 오마주하며 보편적인 1950년대의 시대적 배경을 담고자 하였다. 수십 년 간의 변화는 시리즈에서 가상의 《완다비전》 프로그램 내의 변화로 설명되는데, 처음에는 막시모프가 그 현실에서 무언가 잘못되었을 때 무의식적으로 행하며, 나중에는 의식적으로 이러한 변화를 주도한다. 셰이퍼가 초기에 제안한 것 중 일부는 만화책에서 일부 묘사되었던 바와 같이, 막시모프와 비전의 이웃들이 10년 단위로 더욱 공격적인 성향을 띠면서 결국 부부를 마을에서 내쫓는 것으로, 부부의 이웃의 10년 단위의 변화를 제노포비아와 연결시키는 것이었다. 이웃과의 관계는 궁극적으로 셰이퍼가 심리적 공포 요소와 함께 더 소름끼친다고 느끼는 미묘한 방식으로 묘사되었다.
이 가상의 시트콤은 "조금은 악질적인" 가짜 광고를 특징으로 하는데, 파이기는 이를 "누설되기 시작한 쇼의 진실 일부"라고 밝혔다. 그는 새로 유입된 시청자는 다양한 시트콤 시대 광고의 이상한 버전을 볼 것이고, MCU에 익숙한 사람들은 과거의 사건과 광고의 연관성을 볼 수 있을 것이라고 생각하였다. 몇몇 평론가들은 이 광고들이 막시모프의 삶에서 일어난 충격적인 사건들을 비유한 것이라고 추측하였고, 나중에 셰이퍼가 이를 인정하였다. 샤크먼은 광고들이 막시모프의 역사를 보여주고 시리즈에 주제적 추가 요소가 되는 방식이라고 말하며 포함된 내용이 해석의 여지가 있다고 보았으며, 셰이퍼는 광고들이 막시모프의 잠재의식과 더 넓은 MCU모두에 제한없는 방식으로 연결되어 있다고 말하였다. 그는 이것들이 "시트콤 미학 구성의 일부"인 구조와 리듬을 시리즈에 부여하였다고 첨언하였다. 광고의 초기 버전은 "줄거리의 더 많은 의제와 기능이 있었으며," 각 에피소드당 여러 광고를 삽입하는 것도 고려되었다. 닥터 스트레인지의 시리즈 출연이 기획되었을 때는 이 광고들이 시트콤 현실을 통해 그가 막시모프에게 접근하기 위한 시도가 될 것이었다. 그는 마지막에 완전히 등장하기 전에 넥서스 제약 광고에서 약사 역의 "눈 깜짝할 사이에 카메오"로 출연했을 것이다.

### 캐스팅

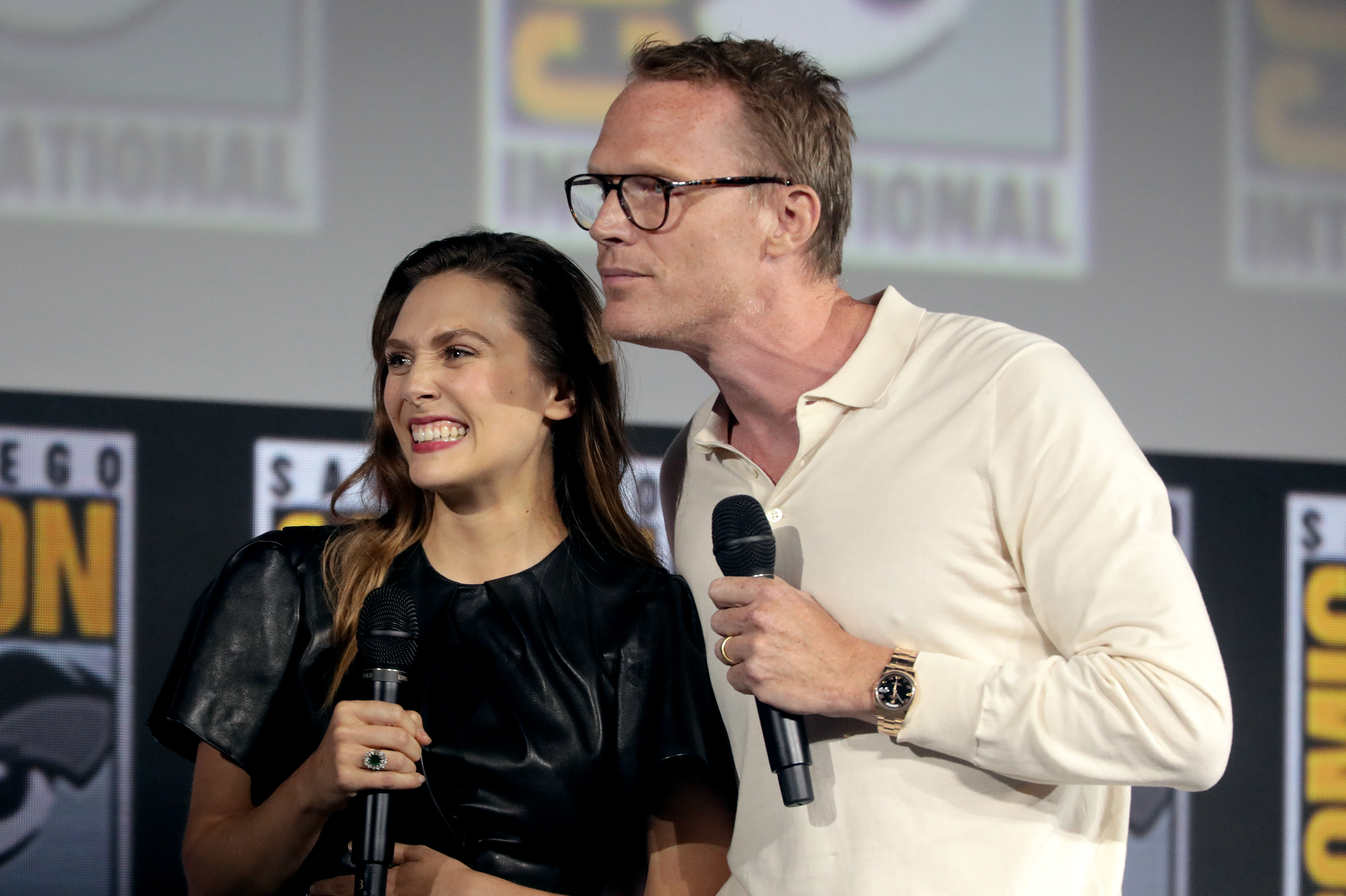
2019년 샌디에이코 코믹콘에서 《완다비전》을 홍보하는 엘리자베스 올슨과 폴 베터니. 이 시리즈에 MCU 영화에서 맡은 역할로 복귀한다.

2019년 4월 시리즈 공식 발표와 함께 올슨과 베터니가 이 시리즈에서 각각 막시모프와 비전 역할을 다시 맡을 것이라는 사실이 확인되었다. 베터니는 파이기와 데스포지토를 만난 뒤 프로젝트 합류에 동의하였는데, 이들은 그가 맡은 캐릭터의 시리즈 복귀에 대하여 "흥미롭고 제정신 아닌" 아이디어를 제시하였다. 파이기는 《인피니티 워》에서 막시모프가 일시적으로 사망한 후 《엔드게임》으로 복귀하기 위해 협상하는 동안 올슨에게 이 시리즈를 제안하였다. 올슨은 처음에는 영화에서 "강등"되는 것이 아닌 지 의문시하여 텔레비전으로의 전환을 주저하였지만, 시리즈에 영감을 준 만화책 줄거리를 비롯하여 셰이퍼가 참여한다는 것을 알게 된 뒤에는 흔쾌히 합류하게 되었다. 올슨은 그것을 "지금까지 중 가장 예상 밖의 스크린 기회"로 보았다.
2019년 7월 티오나 패리스가 성장한 모니카 램보 역에 캐스팅되었다고 발표되었다. 램보는 1995년을 배경으로 한 《캡틴 마블》에서 아키라 아크바르가 열한 살 모습을 연기한 바 있다. 이 캐릭터는 《완다비전》에서 시트콤 현실 안의 "제럴딘"으로 처음 등장하며, 셰이퍼는 이 캐릭터의 놀라운 반전을 의도하고 패리스가 시리즈에서 "제럴딘" 역을 연기한다고 발표될 것이라고 생각하였다. 한 달 후, 디즈니의 격년제 컨벤션 D23에서 캣 데닝스와 랜들 박이 각자 MCU 영화에서 맡은 역할이었던 달시 루이스 역과 지미 우 역으로 복귀할 예정이라고 발표하였다. 데닝스는 영화 《토르: 천둥의 신》(2011년)과 《토르: 다크 월드》(2013년)에 출연하였으며, 수년 만에 《완다비전》의 MCU로 다시 돌아와서 놀랐고 감격하였다. 박은 마블과의 공식 면담에서 《앤트맨과 와스프》(2018년)에서 처음 등장한 우의 MCU에서의 미래에 대해 논의한 뒤에 시리즈에 합류하였다. 셰이퍼는 데닝스와 박이 각각 《투 브로크 걸스》와 《프레시 오프 더 보트》에서 주연을 맡은 베테랑 시트콤 배우였기에 이 시리즈에 출연하는 것이 재미있다고 느꼈다.
또한 D23에서는 캐스린 한이 막시모프와 비전의 이웃, 아그네스 역으로 캐스팅되었다고 발표되었다. 한은 MCU 내 "숨막히는 인간 마법"에 매료되었고, 마블 스튜디오 측도 그와 함께 작업하는 데 관심이 있었기에 공식 면담이 성사되었다. 얼마 지나지 않아 마블은 셰이퍼와 샤크먼에게 아그네스 역에 한을 제안하였고 그들은 이 캐스팅에 동의하였다. 공식 면담이 끝난 며칠 뒤, 그들은 시리즈에 대하여 한에게 연락을 취하였고, 한은 어느 정도 시트콤 요소 때문에 "더 멋진 역할은 상상도 할 수 없었다"라고 말하였다. 시리즈의 일곱 번째 에피소드에서 "아그네스"가 사실은 마블 코믹스의 캐릭터 애거사 하크니스라는 사실이 드러난다.
시리즈의 공식 예고편을 통해 프레드 멜라메드와 데브라 조 럽의 시리즈 출연 사실이 공개되었는데, 각각 토드와 샤론 데이비스를 연기한다. 이들은 가상의 완다비전 프로그램 안에서 막시모프와 비전의 이웃 "하트 씨와 하트 부인" 역으로 출연한다. 럽은 과거에 시트콤 《요절복통 70쇼》에 장기 출연한 바 있으며 《완다비전》의 시트콤 스타일에 익숙하였다. 샤크먼이 예술 감독으로 있던 게펜 플레이하우스에서 그와 함께 일한 적이 있던 럽은 샤크먼의 요청으로 이 시리즈에 합류하였다. 마찬가지로 샤크먼과 셰이퍼가 멜라메드에게 오디션 없이 역할을 제안하였고 그는 이 시리즈의 아이디어에 관심이 있었기에 역할을 수락하였다. 《완다비전》의 다섯 번째 에피소드에는 에번 피터스가 완다의 형제인 "배역 변경"된 피에트로 막시모프로 등장한다. 피에트로는 이전 MCU에서 에런 테일러존슨이 연기한 역할로, 한편 피터스는 20세기 폭스의 엑스맨 영화 시리즈에서 이 캐릭터의 다른 버전인 피터 막시모프를 연기하였다. 셰이퍼는 피터스가 이 시리즈의 역할을 맡을 수 있는 지 알아보는 데 시간이 걸렸으며, 그를 쓸 수 없었다면 작가들에게 다른 계획은 없었다고 언급하였다. 이 캐릭터의 "본명"은 마지막 에피소드에서 랠프 보너로 밝혀진다.
2019년 10월, 에마 콜필드 포드가 《완다비전》 프로그램에서 "도티 존스"를 연기하는 사라 프록터 역으로 캐스팅되었다. 영화 《타이머》(2009년)에서 함께 작업한 바 있는 셰이퍼가 그에게 오디션을 제안하였다. 포드는 《뱀파이어 해결사》에서 자신이 맡았던 역할을 알아볼 장르 팬들을 끌어들이는 데 도움을 주고자 배역을 맡았으며, 자신의 참여가 시리즈 미스터리의 붉은 청어를 의도한 것이었다고 말하였다. 아시프 알리의 캐스팅 사실은 2020년 10월 공개되었으며, 비전의 직장 동료 "놈"을 연기하는 아빌라시 탠던 역을 맡았다. 같은 시기 캐스팅이 공개된 졸린 퍼디의 역할은 막시모프와 비전의 이웃 "베벌리"를 연기하는 이사벨 마쓰다 역이다.

### 디자인

#### 색상과 세트
《완다비전》은 에반 제이콥스가 운영하는 마블 스튜디오의 새로운 색상 부서에서 디지털 색보정 작업을 완료한 최초의 프로덕션이었다. 샤크먼과 촬영 감독 제스 홀은 이 시리즈가 재현하고자 했던 각 시트콤 시대의 모습을 결정하기 위해 촬영 전 이 부서와 협업하기 시작하였다. 샤크먼과 홀은 각 시트콤 배경의 프레임과 구성, 색상에 영향을 미치는 기존 쇼의 이미지 컬렉션을 모았고, 홀은 그 참조 이미지를 기반으로 각 에피소드마다 20~30가지 색상의 특정 색상 팔레트를 만들어 그가 이전에 영화 《공각기동대: 고스트 인 더 쉘》(2017년)에 사용한 프로세스인 "각 에피소드 색상의 시각적 무결성"을 제어할 수 있었다. 홀은 테크니컬러 SA의 조시 파인스와 협력하여 디지털 색보정 공정에서 색을 최종 모습으로 변환하기 위한 23개의 순람표를 만들었고, 프로덕션 디자이너 마크 워싱턴과 코스튬 디자이너 메이스 C. 루베오와 함께 각 에피소드의 세트와 의상이 자신의 컬러 팔레트와 일치하도록 신경을 썼다. 샤크먼은 시리즈의 각 에피소드 사이에 색상의 진전이 있었으며, 막시모프와 비전 모두에게 중요한 빨간색과 같은 특정 색상은 신중하게 사용하였다고 말하였다.
워싱턴은 각 시대의 막시모프와 비전의 집을 세트로 제작했고, 1950년대에 지어졌다가 10년 단위로 개조한 것 같은 기본 설계를 가진 하나의 집으로 보이도록 의도하였다. 세 번째 에피소드를 위한 아기방을 추가하는 등 필요에 따라 이에 대한 변경이 이루어졌으며, 집 안의 물건도 막시모프의 빨간 뷰익 스타일과 함께 10년마다 새롭게 바뀌었다. 워싱턴은 시트콤 현실의 바깥인 소드 세트장의 경우 소드가 우주 기관이기 때문에 나사를 영감으로 사용하였지만, 그것의 MCU 버전을 만들기를 원하였다. 그는 기존 쉴드 MCU 세트와 몇가지 비슷한 점이 있지만 두 기관이 다른 기능을 수행하므로 차별화를 꾀하고 싶다고 말하였다. 워싱턴은 웨스트뷰 외부의 소드 기지는 춥고 날씨에 노출된 들판에 지어진 반면, 시트콤 세트의 사운드스테이지는 따뜻하고 건조하여 이상적인 시트콤 세계를 바깥 현실과 차별화하는 데 도움이 되었다고 덧붙였다. 워싱턴과 소품 담당원 캐시 올랜도는 조지아주 애틀랜타에 있는 중고 상점에서 각 시대에 맞는 가정용품과 가구를 조달하였다. MCU 영화 다수의 소품을 책임졌던 소품 디자이너 러셀 보빗은 샤크먼이 《트루먼 쇼》(1998년)와 함께 이 시리즈와 "정신적 연관성"이 있다고 언급한 영화 《플레전트빌》(1998년)을 작업하기도 하였다.

#### 의상
루베오는 단일 미디어 작품이 캐릭터의 나이 듦 없이 여러 수십 년을 거쳐가는 경우는 드물다고 말하며,:6 이 시리즈가 모방하고 있는 다양한 시트콤들의 의상이 반드시 그 당시에 입고 있던 의상은 아니었기 때문에 수십 년 그 자체가 아닌 그 시리즈들의 외양을 모방하였다고 언급하였다. 시대 의상의 약 팔 할은 시리즈의 배우들이 입도록 맞춤 제작되었고, 나머지는 1950년대와 1960년대에 사용된 직물과 당시 의상이 어떻게 구성되었는 지를 잘 알고 있는 "특수 [의상] 하우스" 및 컬렉션에서 구매하거나 대여하였다. 올슨은 막시모프의 의상을 통해 각 10년대마다 여성이 사회에서 어떻게 비춰졌는 지 탐구하는 것을 즐겼다. 헤어 스타일리스트 캐런 바텍은 1950년대부터 1980년대까지 다양한 시대를 표현하기 위해 스물두 개의 가발을 제작하였는데, 이를 통해 배우의 머리를 다시 스타일링할 필요 없이 하루 만에 다양한 시대를 촬영할 수 있었다. 루베오는 데닝스의 눈 색상에 맞추어 그의 의상마다 청록색 요소를 가미하였다.
막시모프는 시리즈 말미에 스칼렛 위치의 자리를 맡으며 새로운 슈퍼히어로 의상을 얻는다. 이 의상은 마블 스튜디오 시각 개발 부서의 앤디 박이 디자인하였고, 루베오가 아이언헤드 스튜디오와 함께 제작하였다. 루베오는 막시모프가 MCU에서 지금까지 겪어온 일을 자인하는, 이전 의상보다 더 성숙하고 "오래되어" 보이는 의상을 작가진이 원하였다고 설명하였다. 그들은 또한 올슨이 이전 영화의 "가슴 트인 코르셋" 의상과 자신이 MCU에서 그러한 노출 복장을 한 유일한 여성 슈퍼히어로라는 사실에 대하여 우려를 표하였기에 의상의 노출이 덜하고 코르셋이나 타이즈가 포함되지 않기를 원하였다. 올슨은 새 의상의 디자인에 대하여 직접 상의하기도 하였다. 샤크먼은 이 논의에서 가장 큰 부분을 차지한 것이 왕관이라고 말하였는데, 처음에는 왕관이 만화보다 작아야 한다고 생각하였다. 최종적으로는 왕관에 대하여 "모 아니면 도"라고 결정하여, 마법 에너지로 형성된 뒤에 막시모프가 창조 마법을 이용해 실물로 만드는 것으로 묘사하였다. 막시모프 의상의 부츠는 루베오가 제화업체 지터버그 보이와 협업하여 제작하였다.
시리즈 전반에 걸쳐 아그네스가 사실 애거사 하크니스라는 것을 암시하기 위하여 루베오는 세 명의 마녀들이 새겨진 메달을 디자인하였고, 각 에피소드마다 캐릭터가 이 메달을 브로치로 착용한다. "유난히 특별한 사건" 에피소드에서 에어로빅 복장을 입었을 때는 루베오가 이 복장과 브로치를 자연스럽게 접목시킬 방법을 찾지 못하여 착용하지 않았다. 애거사의 진짜 마녀 복장은 루베오가 캐릭터에 미스터리함을 더하고자 각각 다른 색상과 질감을 가진 열 겹의 천으로 만든 드레스로 제작하였다. 한은 루베오와 함께 의상 디자인을 작업하였으며, 만화책에 등장하는 캐릭터의 모습을 존중하는 한편 "그 위에 현대적인 모습이 있다고" 말하였다.

#### 타이틀
시리즈의 엔딩 크레딧은 퍼셉션에서 제작하였으며, 각 에피소드의 시트콤 시대 스타일의 "화면 조정" 비주얼로 시작한다. 이어서 텔레비전 화면에서 에피소드 장면을 클로즈업한 뒤 텔레비전 이미지를 형성하는 RGB 픽셀을 보여주기 위해 카메라가 화면을 뚫고 들어간다. 이 픽셀은 막시모프의 헥스 능력과 시트콤 현실에 부여된 비공식 이름인 "헥스"를 참고하여 육각형으로 렌더링된다. 막시모프와 비전의 집, 세 번째 에피소드의 아기 모빌, 웨스트뷰 급수탑 등 시리즈의 다양한 요소를 만들어내는 픽셀들은 하우스 오브 엠의 예술 양식을 연상시킨다. 이 픽셀들은 붉은 픽셀 단 하나에 흐트러지는데, 이는 막시모프의 "그를 둘러싼 세상이 무너지는 것"을 표현하며, 시퀀스 마지막에는 이 시리즈의 "핵심은 사랑 이야기"이기에 두 개의 결혼 반지로 만들어진다. 아이오나인의 찰스 풀리엄무어는 《완다비전》이 스트리밍 시리즈 포맷 수용을 시도하였음에도 이 크레딧에 대하여 "대형 스크린 감각에 있어서는 부인할 수 없는 마블"이라고 생각하였다.
퍼셉션은 시리즈의 시트콤 스타일 오프닝 크레딧도 다수 제작하였는데, 샤크먼은 작가진이 "이 오프닝이 스토리텔링의 핵심 부분이라는 것을 알게 되면서", 가능한 한 각 시대에 만들어진 것처럼 보이기 위해 많은 노력을 기울였다고 말하였다. 퍼셉션의 추가 작업에는 다양한 시트콤 시대의 실제 광고를 기반으로 한 가짜 광고 그래픽, "전부 애거사 짓이야" 시퀀스의 타이틀과 연기 효과, 화상 로케이터 카드, 마블 스튜디오 로고의 두 가지 새로운 전환(첫 에피소드에서 흑백과 4:3 화면비 전환, "지난 이야기"에서 애거사의 과거 세일럼 이야기로 보라색 연기 전환) 등이 있다.

### 촬영
촬영은 2019년 11월 초 시작되었으며, 조지아주 파인우드 애틀랜타 스튜디오에서 샤크먼은 감독, 홀은 촬영 감독으로 참여하였다. 촬영 당시의 워킹 타이틀은 빅 레드(Big Red)였다. 배우들은 촬영 전 시트콤 "부트 캠프"를 거쳤는데, 과거 시트콤의 에피소드들을 보면서 각 시대별 톤과 스타일,:50 코미디에 대한 다양한 접근 방식을 익혔다. 사투리 지도원 코트니 영은 배우들이 각 시대 사람처럼 말하는 것을 도왔으며, 각 10년대의 예의와 관습에도 신경을 썼다. 베터니는 2시간 30분 길이 MCU 영화와 비슷한 예산으로 여섯 시간 분량의 컨텐츠를 제작해야 했기 때문에 이 시리즈에 대한 접근 방식이 현명하다고 생각하였다. 동시에 다른 에피소드 내용을 촬영하는 것이 여기에 포함되었는데, 샤크먼은 배우들이 시트콤 시대 진행에 맞춰 연기할 수 있도록 되도록 순차적으로 촬영을 진행할 수 있게 하였다.:34
첫 에피소드는 1950년대 시트콤 촬영을 흉내내기 위해 라이브 스튜디오 방청객 앞에서 이틀동안 흑백으로 촬영하였다. 흑백 장면에는 4:3 화면비가 사용되었는데, 샤크먼은 내러티브를 기반으로 화면비를 실험하는 것을 즐겼다. 헥스 외부 장면은 다수의 MCU 영화에서 볼 수 있는 2:40:1 시네마 화면 비율을 사용하였다. 샤크먼은 시트콤 요소가 결코 패러디처럼 느껴지지 않고 최대한 사실적으로 보이기를 원하였는데,:50 이 요소들이 막시모프가 슬픔에서 벗어나기 위해 만든 현실이자 막시모프에게 있어 실제이기 때문이었다. 홀은 시리즈 전체를 아리 알렉사 4K HDR 카메라를 사용하여 줄거리를 일관성 있게 표현하고 카메라 설정을 바꿀 필요 없이 다양한 시트콤 10년대 사이를 손쉽게 전환하였다. 여기에는 시대에 맞는 카메라 렌즈, 조명, 라이브 특수 효과 같은 시대별 기법을 사용하여 각 시대 설정을 구분하였다. 홀은 《완다비전》이 다루는 일곱 시대를 위해 47개의 다양한 카메라 렌즈를 사용하였는데, 그 중 대다수는 시대별 렌즈의 특성을 유지하고자 현대식 렌즈를 맞춤 개조한 것이었다.:6 처음 세 에피소드와 다섯 번째 에피소드에 맞춤 시대별 렌즈를 사용하였고, 헥스 현실 밖의 모든 장면에는 《인피니티 워》와 《엔드게임》에서 쓰인 울트라 파나타 렌즈를 사용하였다. 1950년대부터 1970년대 에피소드까지는 그 시대에 쓰였던 텅스텐 조명을 주로 사용하였고, LED 조명은 실제 시트콤에서 쓰인 시기에 맞추어 2000년대 에피소드부터 사용되었다.:6 샤크먼은 막시모프의 환상에 문제가 발생하는 순간 분위기를 바꾸는 데 《환상특급》의 영향을 받은 렌즈, 조명, 사운드 디자인을 사용하였다.
로케이션 촬영은 2019년 12월부터 2020년 2월까지 애틀랜타 메트로폴리탄 지역에서 진행되었다. 3월 1일 시리즈 촬영 종료회가 열린 뒤 4주 간의 휴식기가 진행되었으나:50:1:07 코로나19 범유행으로 인하여 3월 14일 모든 제작이 중단되었다. 2020년 9월 로스앤젤레스에서 촬영이 재개되었으며 코로나19 안전 수칙을 엄격하여 준수하여:50 필수 백로트와 야외 촬영을 완료하였다. 올슨은 셧다운동안 격리된 후 제작을 재개하는 것이 어렵다는 것을 알았고, 베터니는 안전 수칙으로 인해 배우들이 촬영이 없을 때 트레일러로 돌아가야 하는 것을 싫어하였고, 출연진과 제작진 사이 동지애의 많은 부분이 사라졌다고 느꼈다.:1:29-2:23 웨스트뷰 야외 촬영은 과거에도 시트콤 촬영이 진행된 적이 있는 캘리포니아주 버뱅크 워너 브라더스 랜치의 블론디 스트리트에서 진행되었다. 샤크먼은 블론디 스트리트 백로트가 실제 거리에서는 재현할 수 없는 "이상한 가짜 감각"을 갖고 있다고 생각하였다. 웨스뷰 마을 광장 촬영은 원래 블론디 스트리트 근처의 유니버설 스튜디오 로트에서 진행될 계획이었으나, 일정과 전염병으로 인하여 취소되었고 대신 골든 오크 랜치에서 촬영이 진행되었다. 시리즈 제작은 올슨이 《닥터 스트레인지: 대혼돈의 멀티버스》에서 연이어 촬영을 하면서 11월 중순 마무리되었다.

### 편집
범유행으로 제작이 중단되자 마블은 원격 작업의 실행 계획을 파악하는 데 한 달여가 걸렸다. 포스트프로덕션은 기존 푸티지에서 계속되었고 이로 인해 시리즈가 창의적으로 바뀐 것은 아니었지만 샤크먼에게 촬영이 다시 시작될 때 몇 가지 다른 방식으로 접근하는 방법을 알려주었다.:34 촬영이 재개된 뒤 포스트프로덕션이 이어졌고, 샤크먼은 모든 과정 단계를 한 번에 작업하는 것에 "조현병"을 느꼈다고 말하였다.:34 팀 로시, 진 베이커, 노나 코다이는 이 시리즈의 편집자로 참여하였고,:20 각자의 다른 경험을 이 프로젝트에 가져왔다. 베이커는 이전에 《토르: 라그나로크》를 편집하였고, 코다이는 슈퍼히어로 시리즈 《더 보이즈》를 작업한 바 있으며, 로시는 시각 효과가 없는 코미디 시리즈 배경 편집 경력자였다. 편집자들은 마블 스튜디오가 "이런 쇼를 위하여 [표준 텔레비전 시리즈] 비용 절감 전략에 의존하지 않을 것"이라는 것을 알았기 때문에 시리즈를 MCU 영화처럼 다루는 데 동의하였으며, 베이커는 이 시리즈를 편집하는 것이 《라그나로크》를 편집하는 것과 다를 바 없다고 말하였다.
편집자들은 시리즈의 분위기를 논의하기 위해 공식 회의를 갖지는 않았으나 문제에 대해서는 함께 작업하였다. 로시는 예를 들어 비전이 "으스스하게 화려한 핼로윈"에서 웨스트뷰의 이상 징후를 발견했을 때와 같이 시트콤과 MCU 요소가 함께 섞였을 때 시리즈의 분위기가 가장 흥미로웠다고 느꼈다. 화면비 변화는 샤크먼이 전환되는 가로 길이를 제어할 수 있도록 포스트프로덕션 중 도입하였으며, 초기 화면비 전환 중 일부는 최선의 가로 길이와 스타일을 찾고 시청자에게 더 큰 인상을 주기 위해 다양한 변형을 거쳤다. 후기 에피소드에서는 때때로 변화를 보여주기 위해 음악과 소리에 더 의존하면서 한 비율에서 다른 비율로 곧바로 컷이 전환되었다. 일부 장면은 가로세로비를 너무 많이 바꾸어 이야기가 산만해지지 않도록 재배치하였다. 편집에서 가장 많이 논의된 요소 중 하나는 웃음 트랙이었는데, 작가진은 사운드 엔지니어이자 웃음 트랙 역사가인 폴 아이버슨과 협력하여 시대가 지남에 따라 웃음 트랙이 어떻게 바뀌어 사운드 디자인에 영향을 미쳤는지 설명하였다. 아이버슨은 편집 부서에 1950년대 시트콤과 그 시대에 활용된 일련의 웃음 트랙 녹음을 제공하였다.
사전 시각화 업체 더 서드 플로어 주식회사는 시각 효과 공급업체에게 가이드를 제공하고자 편집된 시퀀스에 임시 효과를 추가하였다. 또한 시각 효과가 완성되기 전에 장면들의 채색을 마무리 짓기 위해 이것들을 디지털 색보정 부서로도 보냈는데, 베이커는 이 작업이 이례적이며 시간을 절약하기 위해 수행하였으나 제작 일정에 큰 영향을 미치지는 않았다고 말하였다. 편집자들은 모두 시트콤 오프닝 타이틀과 에피소드의 가짜 광고, 각 에피소드를 시작하는 "《완다비전》 지난 이야기" 부분을 모두 작업하였다. 후자의 경우 조금씩 다른 대화 등 요약한 에피소드와 일부 차이가 있으며 막시모프의 현실 조작에 좌지우지되는 것이다. 초기 에피소드 방영되기 시작했을 때 후반부는 완성되지 않았기 때문에 편집자들은 아직 작업을 하는 동안 이 시리즈에 대한 팬 이론을 확인할 수 있었다. 이것은 그들로 하여금 자신들의 결정 중 일부에 의문을 품게 만들었지만, 이것이 작업에 창의적인 영향을 미칠 시간이 없었다. 마지막 에피소드 편집은 방영 2주 전에 완료되었다.

### 시각 효과

시각 효과 진행으로 시리즈의 비전을 제작하는 과정("다이얼 접근 금지"의 예시, 왼쪽에서 오른쪽 순). 베터니가 촬영장에서 민머리 모자, 파란색 얼굴 화장, 트래킹 마커를 착용한 채 연기하면 추적 마커를 제거하고 얼굴 일부를 CGI로 대체하는 몇 번의 반복 작업을 거친 뒤 흑백 화면 에피소드의 최종 프레임으로 완성시킨다.

타라 드마르코는 《완다비전》의 시각 효과 감독으로 참여하였으며, 시각 효과 공급업체에는 디지털 도메인, 프레임스토어, 인더스트리얼 라이트 & 매직(ILM), 롤라 VFX, 몬스터즈 에일리언스 로봇츠 좀비즈(MARZ), RISE, 로데오 FX, SSVFX, 디 야드 VFX, 조익 스튜디오가 참여하였다. 시리즈에는 3,010개의 시각 효과 장면이 들어갔는데, 이것은 《어벤져스: 엔드게임》의 2,496개보다 많은 양으로, 드마르코는 다만 이 시리즈가 《엔드게임》보다 시간이 길고 영화에는 《완다비전》에서 본 많은 장면보다 훨씬 더 복잡한 효과가 다수 있다고 언급하였다. 작가진은 2000년대 배경 에피소드까지 각 에피소드의 시각 효과 수를 최소한으로 유지하고자 하였는데, 각 시대 당시에 사용 가능하였던 기술로 인하여 보다 보편적인 시각 효과를 허용하는 것이 타당하였기 때문이다. 따라서 각 에피소드는 이전 에피소드보다 시각 효과 장면이 더 늘어나며, 마지막 에피소드에서는 "큰 마블 피날레"를 완성한다. 처음 세 에피소드에서는 현장의 실제 효과를 증대시키고 다른 시대별 효과를 재현하고자 현대적 시각 효과를 사용하였다.:8
시리즈에서 구현된 막시모프와 애거사의 마법은 드마르코가 만화책 《스칼렛 위치: 위치스 로드》에서 영감을 받은 것이다. 막시모프의 마법은 올슨이 현장에서 연기하는 손 동작을 기반으로 하였으며, 시각 효과 부서가 올슨이 직접 원하는 동작을 만들도록 한 뒤 "연기를 방해하지 않는 선에서 그의 손에 세련된 무언가"를 더하였다. 막시모프의 마법은 처음에는 영화에서 보았던 것과 같은 붉은 에너지이지만, 더욱 강력해졌다는 걸 나타내기 위해 카오스 마법을 사용하기 시작하면서 어둡고 진한 붉은색이 된다. 이 모습은 디지털 도메인이 개발한 것으로, 주로 마지막 에피소드를 작업하며 14개월 동안 350개의 시각 효과 장면을 제공하였다. 프레임스토어는 시리즈에 시각 효과 장면 99개를 작업하였으며, 업체가 개발한 애거사의 마법 모습은 막시모프의 마법의 보라색 버전으로, 검은색의 잉크같은 질감이 더해져 더 사악하게 보이도록 하였다. 미스터 X는 마녀 집회가 등장하는 마지막 두 에피소드 장면에 152개의 시각 효과 장면을 제공하였다.
드마르코는 《완다비전》에서 비전의 시각 효과를 처리할 때 주로 롤라 VFX가 제작한 《어벤져스: 에이지 오브 울트론》(2015년)에서 도입된 비전을 캐릭터의 최종 버전으로 사용하였다. 《인피니티 워》의 캐릭터 클로즈업 장면도 참고하였다. 베터니는 영화 속 캐릭터를 묘사하기 위하여 귀 부위에 보철물을 착용하였는데, 포스트프로덕션에서 CGI로 대체되어 실제로는 필요하지 않았다. 이 시리즈에서 베터니는 현장에서 소리를 더 잘 듣고 더 편하게 있을 수 있도록 보철물을 벗게 해달라고 요청하였다. 대신 비전의 색상과 어울리도록 민머리 모자를 쓰고 얼굴 화장을 하였는데, 흑백 에피소드에서는 롤라 VFX 감독 트렌트 클라우스가 《왈가닥 루시》에 쓰인 화장 기법 지식을 기반으로 파란색을 사용하도록 제안하였다. 시리즈의 두 번째 시각 효과 감독 세라 엘름은 비전의 효과에 중점을 두어 베터니의 연기는 유지하면서 영화 속 캐릭터 모습과 일치하도록 얼굴의 어느 부분을 유지하고 대체해야 하는 지 파악하였다. 다수의 업체가 이 시리즈의 비전을 작업하였으며, 최종 결과가 일관되는 한 캐릭터에 대한 자체적인 방법론을 사용할 수 있었다. 이들은 캐릭터를 제작하고자 대개 복잡한 3D와 디지털 메이크업 기술을 사용하였고, 베터니의 얼굴 부분은 장면별 기준에 따라 CGI로 대체하였고, 배우의 눈과 코, 입 요소만 유지되는 것이 보통이었다. 비전의 피부는 베터니의 연기에 맞춰 움직여야 하였는데, 때때로 디지털 버전에 화장의 반사광 하이라이트는 유지되었으나, 실제 화장한 사람 피부처럼 보이도록 의도하지는 않았기에 모공이나 주름은 노출되지 않는다. 베터니의 눈 위에는 디지털 콘택트 렌즈를 적용하여 비전의 눈이 가진 "복잡한 디지털 방사형 그래픽"을 만들어냈지만, 처음 세 에피소드에는 시트콤 기간동안 비전이 보다 "건강하게" 보이도록 이 효과를 넣지 않았다. 또한 시각 효과 아티스트들은 비전이 베터니보다 머리가 좁고 귀가 없기 때문에 비전의 머리 주변 배경을 수동으로 수정하여야 했다. MARZ, SSVFX, 롤라 VFX는 시트콤 현실 속 비전의 얼굴을 담당한 주요 업체였으며, 디지털 도메인은 마지막 에피소드용으로 캐릭터의 완전한 디지털 버전을 제작하여 초기 에피소드에 쓸 수 있도록 다른 업체와도 공유하였다. 이 업체는 화이트 비전의 전체 모델을 제작하기도 하였다.
로데오 FX는 헥스 경계의 시각 효과를 개발하는 데 9개월을 소요하였으며 시리즈 대부분의 에피소드에 걸쳐 348 장면을 작업하였다. 드마르코는 헥스가 "오래된 브라운관 TV의 음극선과 픽셀화, 많은 양의 멋진 RGB 색수차 효과"로 만들어진 것처럼 보이도록 의도하였으며, "텔레비전의 언어"가 담긴 사진 또한 디자인에 참고하였다고 밝혔다. 로데오는 점구름 기술을 사용하여 이 효과를 만들려고 하였으나 이 경우는 어두운 배경에만 잘 구현되었다. 이 경계는 처음에는 투명하고 보기가 어렵지만, "유난히 특별한 사건"에서 막시모프가 경계를 나오자 붉게 변하는데 이는 그의 분노를 반영하고 단단한 장벽으로 강화된 것이다. 로데오는 "으스스하게 화려한 핼로윈"에서 비전이 헥스를 떠나려고 시도하자 분해되는 장면, "무너지는 제 4의 벽"에서 램보가 헥스에 들어가 초능력을 얻는 시퀀스도 담당하였다. ILM은 "지난 이야기"에서 헥스와 비전의 창조 장면, "마지막 회"에서 이들이 사라지는 효과를 제작하였다. 캔티나 크리에이티브는 소드의 홀로그램 테이블과 같은 다양한 모니터와 장치의 디자인 및 그래픽 애니메이션을 맡았다. 시리즈는 방영을 시작한 후에도 다수의 최종 시각 효과가 추가되었다고 전해진다.

### 음악
2020년 1월, 《앤트맨》(2015년)과 《앤트맨과 와스프》의 스코어 음악을 맡았던 크리스토프 벡이 이 시리즈의 스코어를 작곡할 것으로 알려졌다. 벡은 자신의 악기와 작곡 스타일, 시대별 녹음 및 믹싱 기술을 통해 각 시대의 시트콤을 오마주하였다. 초기 에피소드들은 작은 오케스트라 앙상블을 특징으로 하며, 후기 에피소드에서는 록팝 스타일이 많고, 시리즈가 진행될 수록 더욱 구석구석으로 음악이 배치된다.:9 벡은 각 시트콤 시대의 스포팅 또한 일치시키고 싶어하였지만, 현대의 시청자가 과거 시트콤에 들어간 것보다 더 많은 음악을 기대하기 때문에 이것이 항상 통하지 않는다는 것을 알았다. 마이클 파라스케바스와 알렉스 코박스는 시리즈의 음악을 공동 작곡하였으며, 코박스의 경우 오래된 오케스트레이션 기법과 재즈 음악 경험이 있어 벡이 시리즈 초기 에피소드 음악을 작곡할 때 도움이 될 것이라 생각하여 영입하였다. 벡은 1980년대와 1990년대에 영감을 받은 음악이 필요한 에피소드에서 더 편안하게 작업하였다. 벡은 다양한 시트콤 시대의 음악을 비롯하여 시트콤 현실 밖의 더 전통적인 음악을 연결하기 위해 다양한 스타일에 쓰이는 몇가지 테마를 작곡하였는데, 이것은 그가 시리즈와 캐릭터의 진행 방향에 대해 처음부터 알고 있었기에 가능하였다.:9 벡은 시리즈 엔딩 크레딧에서 들을 수 있는 막시모프의 한정 테마를 작곡할 기회에 가장 신이 났으며, 향후 MCU에 이 캐릭터가 등장할 때 다른 작곡가들이 이 테마를 재현해주기를 바랐다. 벡은 막시모프와 비전의 사랑 테마를 작곡하기도 하였는데, 이 음악을 《뱀파이어 해결사》 시리즈에서 자신이 작곡했던 로맨스 음악과 비교하며 사랑과 비극, 슬픔의 감정을 전달할 것이라 밝혔다.
2020년 12월, 로버트 로페즈와 크리스틴 앤더슨로페즈 부부가 시리즈 에피소드 일부의 주제가를 작곡한 것으로 알려졌다. 2019년 중반, 로페즈의 대학 친구였던 샤크먼이 시리즈의 노래를 의뢰하였으며, 부부는 디즈니의 《겨울왕국》 프랜차이즈에서 벡과 함께 음악을 작업하기도 하였다. 부부의 이해를 돕기 위해 샤크먼은 부부가 알고 있고 가장 좋아하는 촌극 중 하나인 어덜트 스윔 단편 〈투 매니 쿡스〉를 언급하였다. 부부는 과거 시트콤의 주제가를 비롯하여 제임스 본드 영화 음악, 작곡가 버트 배커랙, 재즈 피아니스트이자 작곡가인 데이브 브루벡에게 영감을 받았다. 부부는 주제를 함께 묶기 위하여 각각의 주제가 스타일에 작동하는 4음 모티프를 만들었다. 이 모티프는 옥타브로 구성되며, "악마의 음정"으로도 통하는 셋온음이 이어진다. 이것은 시리즈가 "크고 밝은 색의 스윙임과 동시에 아주 불안한 것임"을 부부가 음악적으로 표현하는 방식이었다. 로페즈는 이 모티프가 매번 다른 방식으로 들어가는 "각 노래에서 어떤 식으로든 쉽게 식별할 수 있는 《완다비전》의 콜아웃같은 것"이라고 설명하였다:9 부부는 자신들이 성장하면서 보아 왔던 시트콤에 대한 지식을 활용하였으며, 주제가를 쓰기에 가장 도전적인 시대로 1990년대를 꼽았는데, 이 시절에 부부 모두가 대학에 있으면서 텔레비전을 보지 못했기 때문이었다. 반면에 가장 좋아하는 시절로는 1980년대를 꼽았다. 앤더슨로페즈는 테마가 "어떤 하나의 쇼를 패러디"하는 것이 아니라 "그 10년대 전체의 모든 상징적인 노래를 떠올리게 하는 고유한 것이 되도록" 만드는 것이 쉽지 않은 일이었다고 덧붙였다. 그는 또한 타이틀 카드로 정보를 제공하는 것 대신에 주제가로 에피소드의 분위기와 장소, 시간을 설정하는 것이 그들의 일이라고 느꼈다. 부부는 다수의 주제가에 직접 노래를 부르기도 하였는데, 이것은 부부가 노래의 최종 버전에는 하지 않는 것이 보통인 작업으로, 앤더슨로페즈는 범유행이 이유 중 하나였다고 밝혔다. 일부 노래에는 백업 가수 무리와 함께 하였다.
벡은 일부 에피소드 음악의 스타일과 악기 편성을 해당 에피소드 주제가와 맞추기로 하였고, 노래의 모티프를 가능한 한 배경 스코어에 포함시키고자 하였다. 그의 음악은 비엔나에서 75명의 연주자가 녹음하였으며, 2021년 2월에 시리즈 음악 작업을 모두 마쳤다. 각 에피소드의 사운드트랙 음반에는 벡의 스코어, 로페즈와 앤더슨로페즈의 주제가가 수록되었으며 마블 뮤직과 할리우드 레코드를 통해 2021년 1월 22일부터 3월 12일까지 각 에피소드가 공개된 지 한 주 뒤 간격으로 디지털 발매되었다. 주제가 중 하나인 "전부 애거사 짓이야"(Agatha All Along)은 "무너지는 제 4의 벽"에서 등장한 뒤 바이럴을 통해 화제가 되었으며, 아이튠즈 사운드트랙 차트에서 1위, 아이튠즈 탑 100 싱글 차트에서 5위를 기록하고, 빌보드 디지털 송 세일즈 차트에 36위로 진입하였다. 또한 프라임타임 에미상 최우수 오리지널 음악 및 가사 부문을 수상하였으며, 그래미상 영화, TV 및 기타 영상 미디어 부문 최우수 노래 후보에 올랐다.

## 마케팅
디즈니의 마케팅 부서는 공개 약 1년 반 전부터 이 시리즈에 대한 캠페인을 구상하였다. 2019년 D23에서 올슨은 이 시리즈가 MCU와 고전 시트콤의 요소를 섞을 것이라고 확인해주었는데, 이것은 이전 MCU 영화의 막시모프와 비전의 푸티지를 고전 시트콤 《딕 밴다이크 쇼》와 《아빠가 제일 잘 알아》의 이미지와 결합한 시리즈의 티저에서 드러난다. 2019년 11월 12일 디즈니+에서 공개된 마블 스튜디오 스페셜 영상 Expanding the Universe의 일환으로 이 시리즈를 홍보하였다. 12월에는 파이기가 코믹 콘 익스피리언스에서 시리즈의 첫 번째 이미지를 선보였다. 콜라이더의 비니 맨쿠소는 "구식 흑백" 색채를 강조하며 "매우 흥미롭다"라고 평하였다. 슈퍼볼 LIV 기간 동안에는 이 시리즈의 광고가 같은 마블 스튜디오 디즈니+ 시리즈인 《팔콘과 윈터 솔져》, 《로키》와 함께 공개되었다. 인버스의 데이스 존스턴은 광고에서 《딕 밴다이크 쇼》, 《비버에게 맡겨둬》, 《아내는 요술쟁이》, 《더 브래디 번치》, 《로잔느 아줌마》, 《풀 하우스》 등의 과거 시트콤을 시각적으로 언급하였음을 확인하였다. 이들은 이 시리즈가 마블 팬 뿐만 아니라 "시대를 아우르는 구성으로 누구나 어린 시절의 쇼를 다시 체험할 수 있도록 의도하였기에, 향수 히트작을 찾는 모든 사람"이 "반드시 봐야 할" 것이라고 보았다. 더 버지의 줄리아 알렉산더는 푸티지가 "많지는 않았다"면서도 "팬들을 애태울 충분한 일견"을 제공하였다고 말하였다. 콜라이더의 헤일리 푸치는 슈퍼볼 광고 전체에서 마블이 "모든 관심을 독차지하였다"고 느꼈다. 그는 "완전히 이상하고 예측불허한 모습"의 《완다비전》 푸티지에 가장 열광하였다.
시리즈의 공식 예고편은 2020년 12월 20일 제72회 프라임타임 에미상 시상식에서 공개되었다. 예고편은 유튜브 조회수 3,610만 건, 페이스북 조회수 4,900만 건, 인스타그램 조회수 1,010만 건 등 공개 24시간 만에 온라인 조회수 5,570만 건을 기록하였으며, 이는 스트리밍 텔레비전 시리즈 예고편 으로는 역대 최고 수치라고 여겨졌다. 《완다비전》은 에미상에서 전체 예고편 공개 전 티저가 방영되자마자 트위터에서 303,600회 이상 언급되며 실시간 트렌드 4위에 올랐다. 예고편은 유튜브에서 가장 인기 있는 영상 2위에 올랐다. /필름의 이선 앤더턴은 예고편 속 푸티지가 "지금까지 중 가장 비현실적인 마블 프로젝트 중 하나"처럼 보였다고 말하였다. 또한 그는 캐릭터의 만화책 디자인의 핼러윈 의상을 입은 비전과 같이 예고편의 더 가벼운 측면에 주목하였다. 폴리곤의 맷 패치스는 이 예고편을 "밝은 색상과 이상한 행동들로 가득 찬 아주 우스운 모습"이라고 불렀고, 여전히 시리즈의 많은 부분을 미스터리로 남겼다고 덧붙였다. 코믹 북 리소시스의 노아 도밍게스는 예고편이 "디스플레이된 시각적 트릭의 생생한 모습"과 함께 "내용 면에서 상당히 많은 부분을 제공한다"라고 말하였다. io9의 찰스 풀리엄무어는 플래터스의 〈트와일라이트 타임〉을 사용한 것이 이 예고편의 이상한 특징 중 "가장 잊혀지지 않는 것"이라고 말하며, 예고편의 편집이 "볼 만한 것을 찾아 텔레비전의 채널을 빠르게 넘기는 효과"를 만들어냈다고 느꼈다. 더 할리우드 리포터의 리처드 뉴비는 예고편을 "정보로 가득 차 있다"라고 묘사하였고 "팬들에게 꽤 기대해야 할 많은 것들뿐만 아니라 첫 방영을 앞두고 곰곰이 생각해야 할 몇 가지 미스터리를 던져준다"라고 느꼈다. 과거 스파이더맨 영화 배우들이 《스파이더맨: 노 웨이 홈》에 출연한다는 사실이 공개된 이후, 더 할리우드 리포터의 그레이엄 맥밀런은 이 시리즈의 공식 예고편을 "새로운 시각"으로 보고, 시리즈에 등장하는 막시모프와 비전이 다른 버전임을 제시하며 막시모프가 "다른 현실 간의 벽을 허무는 것"을 이유로 들며 이로써 《닥터 스트레인지: 대혼돈의 멀티버스》와 《스파이더맨: 노 웨이 홈》의 계기를 마련할 것이라 보았다.
12월 초에는 1950년대에서 2000년대에 이르는 기간을 각각 10년 단위로 묘사한 6종의 시리즈 포스터를 하루 간격으로 공개하였다. 풀리엄무어는 새로 공개된 각 포스터가 "서로 다른 요소들이 시간의 흐름과 《완다비전》의 줄거리 전개를 반영하여 변화하고 형태를 바꾼다"라고 언급하였다. 포스터 공개에 이어 디즈니 투자자의 날 발표에서 새로운 예고편이 공개되었다. 앤더턴은 /필름에서 이 예고편이 이전보다 시트콤에서 영감을 받지 않은 장면이 더 많이 등장하였으며 "빠져들 것이 많다"라고 말하였다. 더 버지의 체임 가턴버그는 새로운 예고편이 "환각을 일으킨다"라고 말하였으며, 콜라이더의 톰 레이먼은 "유쾌하게 이상하다"라고 묘사하며 《하우스 오브 엠》 만화책 줄거리와 비교하였다. 덴 오브 긱의 토니 소콜은 예고편에서 몽키스의 노래 "Daydream Believer"가 들어간 것에 주목하여 "환각을 일으키는 기묘함의 층이 늘어나는 가운데 겨우 인지할 수 있게" 되는 음악이지만 노래의 제목과 가사가 막시모프의 정신 상태를 잘 반영하였다고 보았다. 이 예고편은 유튜브에서 900만 조회수를 기록하였다. 2021년 1월 8일 공개된 《마블 스튜디오: 레전드》의 처음 두 에피소드는 기존 MCU 영화에 등장한 영상을 이용하여 막시모프와 비전을 탐구한다.
앞서 언급한 예고편을 포함하여 옥외, 디지털, 텔레비전, 잡지 광고에 걸친 시리즈의 마케팅 캠페인은 21억 4천만 회의 노출을 기록하였다. 분석업체 렐리시믹스는 "소셜 미디어 유니버스" 내에서 이 시리즈의 소셜 도달 범위가 263,000으로 "대부분의 스트리밍 쇼를 광년 단위로 앞선다"라고 밝혔다. 렐리시믹스는 마블과 디즈니, 디즈니+ 공식 채널에 게시된 콘텐츠가 팬 채널에 다시 게시되었음을 언급하며 유튜브에 게시된 다양한 예고편과 광고, 인터뷰가 《완다비전》의 인지도와 참여도를 가장 많이 이끌어냈음을 확인하였다. 시리즈 첫 방영에 앞서 월트 디즈니 텔레비전, ESPN, 훌루의 다양한 채널과 자산에는 "특별한 모습의 스턴트 전면 광고, 공동 브랜드 연계, 방송 그래픽 통합, 쇼 내 통합, 맞춤형 연예인 콘텐츠" 광고가 등장하였으며, 뉴욕과 로스앤젤레스 등의 주요 도시에서는 광고판이 노출되었다. 연예인과 인플루언서에게는 "맞춤 TV 트레이, 식기 세트, 컵받침, 음료 잔, 빈티지 TV 가이드처럼 디자인한 [맞춤형] 저널이 포함된 TV 만찬 상자"가 보내졌다. 시리즈의 인스타그램 계정에는 "이전에 선보인 적 없는 자체 업데이트되는 '현실 굴절' 그리드"를 제작하였는데, 이를 위해 디즈니 마케팅 부서는 비공개 계정 상태에서 각 포스트를 특정 순서로 업로드한 뒤 보관하였다. 계정이 공개로 전환된 뒤에는 각 포스트를 번갈아 보관 취소하고 재보관하는 방식으로 각 에피소드마다 다른 이미지 그리드를 보여주었다. 《완다비전》이 10년 단위로 진행될 때마다 트위터의 맞춤 이모지 또한 매주 업데이트되었다.
2021년 1월, 마블은 2021년 1월 18일부터 2021년 3월 8일까지 매주 월요일마다 《완다비전》의 각 에피소드와 관련된 새로운 장난감, 게임, 책, 의류, 홈 데코, 기타 상품을 공개하는 "마블 머스트 해브" 프로그램을 발표하였다. 2021년 5월 10일에는 추가 "머스트 해브" 상품이 공개되었다. 마블은 2021년 2월 말부터 시리즈가 끝맺는 3월 초까지 저스틴 워너 셰프와 협업하여 각 에피소드에 등장하거나 영감을 받은 요리의 조리법을 공개하였다. 2021년 6월, 현대자동차는 올슨이 막시모프로 출연하여 《완다비전》과 현대 투싼을 홍보하는 광고를 공개하였다. 이 광고는 마블이 《팔콘과 윈터 솔져》, 《로키》, 《왓 이프...?》의 유사 광고와 함께 제작하였으며, 시리즈의 내러티브를 기반으로 하는 "세계관 내" 이야기를 담고자 하였다.
2023년 7월, 만타 랩이 엽서와 캐릭터 카드, 스티커 등 다양한 액세서리가 포함된 시리즈 한정판 스틸북을 발표하였다. 월트 디즈니 스튜디오 홈 엔터테인먼트의 공식 가정용 미디어 출시가 아니었기 때문에 DVD나 블루레이 디스크 매체는 포함되지 않았다.

## 공개

### 스트리밍
《완다비전》은 2021년 1월 15일 디즈니+를 통해 처음 두 에피소드가 첫 방영되었다. 나머지 일곱 편의 에피소드는 3월 5일까지 매주 한 편씩 공개되었다. 마블 스튜디오는 당초 처음 세 에피소드를 한 번에 공개할 계획이었으나, 최종 에피소드가 해당 공개 일정에 맞추어 완성되지 못할 것으로 보고 계획을 취소하였다. 또한 전체 시리즈를 한 번에 공개하는 것도 고려하였으나, 디즈니+ 스타워즈 시리즈 《만달로리안》이 매주 에피소드를 공개하며 성공한 것을 참고하여 같은 방식을 따르기로 하였다. 이후에 에피소드는 주간 공개를 염두에 두고 짜여졌으며, 파이기는 시청자가 "다음 주에 무슨 일이 일어날 지 추측하고, 한 주 동안 깊이 생각하고 다시 시청하며 기대를 쌓아가기를" 원한다고 설명하였다. 그는 모든 에피소드가 공개된 뒤 시리즈를 한 번에 몰아보는 것이 "동일하게 재미있는 경험"이 될 것이라고 보았다.
샤크먼에 따르면, 이 시리즈는 코로나19로 인한 제작 중단 기간 동안에 이미 포스트프로덕션 작업이 시작되었기 때문에 촬영이 끝난 뒤 비교적 빠르게 공개될 수 있었다.:34 셰이퍼는 이 시리즈가 "우리가 느끼고 있는 많은 불안과 2020년의 많은 파토스와 혼란의 반영"이기에, 범유행의 한 가운데인 "지금 이 순간이 [공개되기에] 적합하다"고 보았으며, "그렇기에 그것이 매우 옳다고 느껴진다."라고 말하였다.":35 에스콰이어의 맷 밀러는 많은 시청자가 "범유행과 실제 세계의 일반적 혼돈에 대처하기 위해 향수로 집단 도피하고 있다"는 것을 이유로 들며 《완다비전》의 공개가 매우 시의적절하다고 보았다. 또한 그는 《완다비전》이 "만화책 엔터테인먼트를 소비하는 바로 그 본질과 목적에 대해 언급하고 있다"고 느꼈다. 이 시리즈는 본래 2021년 초에 공개될 예정이었으나, 2020년 2월에 2020년 12월 공개로 계획을 앞당겼다. 이후 2020년 11월에 다시 2021년 초 공개로 계획을 돌렸다. MCU 페이즈 4의 시작을 여는 첫 시리즈이기도 하다.

### 홈 미디어
《완다비전》은 2023년 11월 28일 월트 디즈니 스튜디오 홈 엔터테인먼트를 통해 울트라 HD 블루레이와 블루레이로 출시되었으며, 스틸북 패키지와 컨셉 아트 카드가 함께 제공되었다. 보너스 특전으로는 출연진과 제작진이 함께한 "시대를 통해"(Through the Eras)와 스핀오프 시리즈 《전부 애거사 짓이야》에 대한 조명이 포함되어 있다. 또한 삭제된 장면들, 블루퍼 영상, 《마블 스튜디오: 어셈블드》 다큐멘터리 특별편 "《완다비전》의 제작"도 수록되어 있다.

## 반응

### 시청률
《완다비전》은 《만달로리안》 시즌 2 이후 디즈니+에서 공개 첫 주에 가장 많이 시청한 시리즈였으며, 그 뒤 2021년 3월 《팔콘과 윈터 솔져》가 이를 추월하였다. 닐슨 미디어 리서치 조사에 따르면 매주 공개된 다른 스트리밍 시리즈와 비교할 때 《완다비전》이 가장 높은 시청 시간(분 단위)을 기록하지는 않았다. 포브스의 스캇 멘델슨은 이것이 《완다비전》의 주간 공개 일정에 기인할 수 있다고 보았는데, 디즈니가 이것을 《왕좌의 게임》, 《만달로리안》 같은 이벤트 시리즈의 주간 공개에 대한 지속적인 논의와 보도 대신으로 받아들였다는 의견을 밝혔다. 분석업체 티비전이 최소 5분 이상 콘텐츠를 시청하는 세션 내에서 적어도 2분 이상 텔레비전을 시청한 미국 시청자를 집계한 결과 《완다비전》은 2021년 1월 미국 주요 스트리밍 및 광고 주문형 비디오 시비스에서 가장 많이 시청한 타이틀이었다. 시리즈의 시청자 규모 지수는 8,127을 기록하였으며, 이것은 업체가 측정한 평균 시리즈보다 81배 더 많은 수치이다.

### 비평
| - 로튼 토마토 웹사이트가 추적한 긍정적 평가 비율 | |
|                                                  | 이 그래프는 더 이상 지원되지 않는 레거시 그래프 확장 기능을 사용하고 있습니다. 새로운 차트 확장 기능으로 변환해야 합니다. |

리뷰 통합 웹사이트 로튼 토마토에서는 리뷰 188개를 바탕으로 평균 7.85/10의 91% 평가 지수를 기록하였다. 사이트의 비평적 합의는 다음과 같다. "TV 역사에 대한 사랑에 찬 오마주 부분과 어긋나간 미스터리 부분을 포함하는 《완다비전》은 MCU를 위해 작은 화면으로 들어가는 놀랍도록 기이하고 눈에 띄도록 대담한 발걸음이며, 엘리자베스 올슨과 폴 베터니의 완벽한 쇼케이스이다." 가중 평균을 적용하는 메타크리틱에서는 41명의 비평가를 기반으로 100점 만점에 77점을 부여하여 "대체로 호의적인 평가"를 받았다.
처음 세 편의 에피소드는 첫 방영을 앞두고 비평가들이 평가할 수 있도록 미리 공개하였는데, TV라인의 레베카 이안누치는 "A"를 주며 《완다비전》이 MCU 이야기에 대한 예상을 벗어났다고 호평하였다. 더 할리우드 리포터의 대니얼 피엔버그는 액션 중심의 프랜차이즈가 핵심 팬들이 즐기지 않을 수 있는 "시트콤 전통의 포스트모던적 탐구"를 한 것은 "창의적으로 용기있는 일"이라고 평하였다. 디 애틀랜틱의 셜리 리는 시리즈의 작은 지분을 비롯하여 막시모프의 슬픔과 트라우마에 초점을 맞추어 슈퍼히어로 영화에서 보통은 허용하지 않는 방식으로 상실을 처리할 수 있는 기회를 주었다는 것을 높이 평가하였다. 버라이어티에 기고하는 캐럴라인 프램크는 시리즈에 대해 보다 비판적인 논조를 세우며, 이 시리즈가 가벼운 팬들에게는 매우 혼란스러울 수 있을 것이라 보며 차용한 시리즈만큼 시트콤이 능숙하지 않았다고 평하였다. 그는 근본적인 미스터리에 초점을 맞췄을 때를 더 선호하였다. 데드라인 할리우드의 도미닉 패턴도 비판적인 어조로 "농담을 찾는 베이비 부머 펀치라인"이라고 묘사하며 마블 텔레비전 넷플릭스 시리즈와 ABC의 《에이전트 오브 쉴드》가 더 낫다고 보았다.
많은 비평가가 이 시리즈의 시트콤 스타일 및 트로프 재창조에 호평하였다. 이안누치는 《완다비전》이 시리즈가 따라하는 시트콤을 완벽하게 압축할 수 있으며, 처음 세 에피소드 동안 이것이 미스터리 요소를 흥미롭게 만드는 데 도움이 되었다고 평하였다. 시카고 선타임스의 리처드 로퍼는 이 시리즈를 "미국 시트콤의 진화에 대한 매우 정교하게 만들어져 인상적인 정점을 찍은 헌사"라고 묘사하며 별 네 개 만점에 세 개 반을 주었고, 살롱의 멜러니 맥팔랜드는 시리즈의 작가진이 "감탄스러운 정확성"으로 시트콤을 재창조하였다고 말하며 특히 샤크먼의 작업을 호평하였다. 그는 처음 세 에피소드의 독특한 스타일이 이 시리즈가 끝날 때까지 유지될 지에 대해 의문을 제기하였지만 어느 쪽이든 볼 가치가 있다고 보았다. 리와 슬랜트 매거진의 니브 M. 설튼은 모두 이 시리즈가 보다 전통적인 MCU 포맷으로 옮겨갈 것 같다고 느꼈지만, 초기 에피소드의 시트콤 요소에 대해서는 호평하였다. RogerEbert.com의 록사나 하다디는 시트콤 요소와 막시모프와 비전을 "열외"한 방식에 대해 덜 긍정적이었다. 하다디는 처음 세 에피소드의 명확하지 않았던 줄거리와 캐릭터 전개에 시트콤 재창조가 어떠한 역할을 수행했는 지에 대해 의문을 제기하였다. 시카고 트리뷴의 마이클 필립스는 에피소드의 진행 속도를 비롯하여 "녹음된 지루한" 웃음 트랙 같은 시트콤 트로프 자체에 비판적이었으며, 시트콤 요소가 배우진에게 더 적합하다고 느꼈던 4회에서 7회까지의 에피소드를 더 즐겼다.
전체 시리즈를 리뷰한 폴리곤의 조슈아 리베라는 자체 줄거리를 해결하기보다 미래의 MCU 프로젝트를 연계하기 위한 결말을 비판하였다. 그는 시리즈의 가장 큰 성공은 영웅주의에 관심이 없는 것이나 막시모프의 행동을 정당화하는 것이지만, 램보의 슬픔을 탐구하지 않음으로써 막시모프의 슬픔에 대한 탐구를 약화시켰다고 보았다. 롤링 스톤의 앨런 세핀월과 엔터테인먼트 위클리의 챈슬러 아가드는 시리즈의 결말에서 다른 MCU 이야기를 연계하는 데 초점을 맞춘 것에 우려를 표하였으나, 이것이 시리즈의 성공을 앗아가는 것은 아니라고 보았다. 아가드는 기존 MCU 영화에서 볼 수 없던 방식으로 캐릭터를 충분히 구체화하여 막시모프를 성장시키고 그의 슬픔을 탐구하는 시리즈의 낮은 목표를 즐겼다. 그는 전체 시리즈에 "B+"를 주었다. 세핀월은 시리즈가 "감정적 기능을 제공하는 내러티브 형식"을 사용한 것에 호평하였고 마블 스튜디오가 이와 비슷한 방식을 MCU 프로젝트로 계속 실험하기를 희망하였다. 샌프란시스코 크로니클의 자키 하산은 《완다비전》이 MCU 프랜차이즈의 일회분이자 "시청자들에게 솔직하고 스스로에게 진실된" 결말과 함께 "자기성찰적 이야기"로 기능하였다고 느꼈다. 그는 또한 에피소드 전반에 걸쳐 중심 미스터리가 "사랑과 상실에 대한 묵상"으로 대체되는 줄거리가 텔레비전 연속극에 적합하다고 느꼈다. IGN의 맷 퍼슬로는 시리즈에 10점 만점에 8점을 주며 다른 주류 텔레비전 시리즈와는 다른 MCU의 과감한 변화라고 칭찬하였다. 그는 이 시리즈의 가장 큰 결점이 감정적인 이해관계가 너무 오랫동안 미스터리로 남아있다는 사실이라고 보았지만, 정형화된 공식이 없고 "매 편마다 진심으로 새로운 모험으로 느껴지게" 만드는 시리즈의 에피소드 구조를 뒤늦게 깨닫고 호평하였다.
올슨과 베터니, 한, 패리스의 연기는 모두 비평가의 찬사를 받았으며, 코믹 릴리프로서 데닝스와 박의 역할도 높이 평가 받았다. 디 A.V. 클럽의 샘 바산티는 시리즈의 가장 큰 강점은 기존 MCU 캐릭터를 취하여 프랜차이즈를 위한 새로운 종류의 이야기에 합류시킨 것이라고 말하였다. 올슨은 특히 찬사를 받았는데, 이안누치는 이 시리즈를 그 배우가 연기 능력을 선보일 기회로 묘사하였고, 페인버그는 MCU 영화에서의 올슨의 역할보다 나은 "연기 수단"이라고 불렀다. 프램크는 올슨이 막시모프에 대한 기존의 묘사와 시리즈의 시트콤 영향의 균형을 맞추는 방식을 호평하였고, "올슨과 같은 뉘앙스를 가진 배우가 그것을 어떤 현실로 묶어놓지 않는다면" 이 시리즈가 작동하지 않을 것이라 보았다. 퍼슬로는 다양한 시트콤 시대 배우의 연기를 모사하는 동시에 캐릭터의 보다 극적인 장면에 필요한 영향력도 제공하는 올슨의 "카멜레온 같은 능력"을 강조하였다. 더 링어에서 이 시리즈에 대해 논하며 앨리슨 허먼은 여성 중심의 슈퍼히어로 시리즈로 마케팅되지 않고 막시모프 역의 올슨에 초점을 맞추어 슬픔과 모성애, 미디어 속 젠더의 역사를 주제로 탐구한 것을 호평하였다. 그는 《완다비전》을 "여성을 중심으로 하여 결과적으로 깊이를 더하지만, 그렇게 읽힐 것을 전면에 요구하지 않는 대중 오락 작품"이라고 평하였다.

### 분석

#### 이론과 추측
처음 세 에피소드가 공개된 이후, 이안누치는 이 시리즈를 매주가 아닌 한 번에 공개하는 것이 더 적합하지는 않았는 지 의문을 제기하였다. 디 A.V. 클럽의 윌리엄 휴즈는 이에 동의하며 서서히 밝혀지는 "미스터리 박스" 형식이 "가장 짜증난 시청자가 꿈틀거리기 시작한다면 틀림없이 미스터리를 견딜 수 있던 기존 MCU 정신과는 정반대이다. 정보를 숨기는 것(어떤 것이든 숨기는 것)은 이 영화들을 대중문화 기관으로 만든 것에 반하며, 이렇게 제공되는 불가피함은 《완다비전》이 이미 갈라진 전제가 시사하는 것보다 훨씬 더 많은 방향으로 끌어당겨지고 있다는 느낌을 준다."라고 말하였다. 또한 휴즈는 촬영 스타일의 변화와 같은 덜 미묘한 미스터리 단서가 "시리즈 주역들이 클래식 코미디 스타일을 오마주하는 도리에 맞는 경이로운 작업"에서 주의를 분산시킨다고 보았다. 더 링어에 기고하는 마일스 서리는 휴스의 의견에 동의하지 않으며, 시청자가 네 번째 에피소드에서 이미 그럴싸하게 추론하고 있었던 미스터리를 설명함으로써 이 시리즈가 시청자의 기대를 이해한다고 생각하였다. 서리는 《완다비전》이 "실제로 내용을 숨기려고 하는 것은 아니나, 이것이 쇼의 장점으로 작용한다. 이 시리즈는 막을 내려갈 수록 점점 더 나아지고 (훨씬 더 소름돋고) 있다... 적어도 MCU 기준에서 마블이 공포에 손을 대보는 혼신의 노력을 기울일 수 있는 길을 열어주었다."라고 덧붙였다.
시리즈의 미스터리 요소와 붉은 청어의 사용은 널리 논의된 많은 이론으로 이어졌다. 이 붉은 청어에는 "도티"라는 캐릭터, 세트와 시각 효과 요소가 포함되어 있다. 육각형처럼 시리즈 내내 반복되는 이미지 또한 확인되고 분석되었다. 피터스를 "피에트로 막시모프"로 캐스팅한 것에 대한 논의도 두드러졌는데, 많은 팬들이 그의 역할이 멀티버스와 연관되며 엑스맨 영화 시리즈와의 크로스오버를 암시하는 것이라고 믿었다. 엑스맨의 추가 멤버가 시리즈에 등장할 것이라는 추측도 나왔다. 이것이 사실이 아니라는 것이 밝혀지자 IGN의 카를로스 모랄레스는 이 캐스팅이 불필요하며 "중요한 캐릭터가 강제로 '나 쟤 알아!' 카메오가 되어 버리게 희석시킴과 동시에 실제로 아무 데도 갈 곳 없는 추측의 장을 열었기 때문에 공허한 움직임"이라고 표현하였다. 셰이퍼는 이 캐스팅이 장난처럼 느껴지도록 의도된 것이 아니라 막시모프의 슬픔에 대한 시리즈의 더 큰 탐구의 일부로 작용한다고 설명하며 캐스팅을 옹호하였다. 그는 아예 다른 배우를 기용하는 것이 "동일한 전율과 광기, 의문을 주지는 않을 것이며 그렇게 혼란스럽지도 않을 것"이라고 덧붙였다. 스크린 랜트의 대니얼 길레스피는 다른 배우였다면 일어나지 않았을 시리즈에 대한 논의를 촉발하는 데 도움을 준 현명한 조치라고 말하며 이에 동의하였다. 버라이어티의 애덤 B. 베리는 이 캐스팅이 좋은 농담이라고 느꼈지만, 피터스가 이전에 엑스맨 영화에서 피터 막시모프를 연기했다는 사실을 시청자가 알고 있어야만 유효하다고 지적하였다. 여기에서 베리는 "모든 종류의 멀티버스 헛소리가 난무하는 것처럼 보였고, 진지하고 (심각한 온라인) 팬덤에서 그것을 받아들이고 질주하였기" 때문에 시리즈가 "일종의 문제에 빠졌다."라고 느꼈다.
팬과 평론가들이 추측한 다른 이론들로는 램보가 언급한 항공 우주 공학자가 기존 마블 코믹스 캐릭터인 판타스틱 포의 리드 리처즈일 수 있다, 베네딕트 컴버배치가 스티븐 스트레인지 역으로 이 시리즈에 출연한다, 마블 코믹스 캐릭터 메피스토가 시리즈의 숨은 빌런이다 등이 있다. 이 이론들이 실현되지는 않았으나, 초기 계획에는 컴버배치가 시리즈에 등장할 예정이었다는 사실이 나중에 드러났다. 셰이퍼는 시리즈가 이 추측 중 어느 것도 시리즈의 일부가 될 것이라는 기대를 제시한 적이 없으며, 실제로 한 기대와 약속은 이행하였다고 생각하였다. 콜라이더스의 칼리 레인은 이 의견에 동의하며, 이 시리즈가 결코 제시한 이야기에서 벗어나지 않았다고 보았으며, 《완다비전》의 주간 공개가 시청자들에게 "쇼가 실제로 제공하는 것에 초점을 맞추기보다는 만족스럽기를 바라는 것에 대한 기대"를 만들었다고 덧붙였다. 레인은 팬 이론에는 본질적으로 잘못된 것은 없지만, 얼마나 많은 이론이 실현되는 지를 보람있는 경험과 동일시하는 것은 "이야기가 이미 지나온 모든 자리를 간과하는 것이다."라고 결론지었다.

#### 슬픔과 향수
트라우마 치료사 에린 퀄리는 《완다비전》이 미디어에서 복잡한 정신 건강 문제를 긍정적으로 표현하고 있다고 보았으며, 시리즈에서 막시모프의 슬픔에 대한 탐구가 코로나19 시대에 비슷한 트라우마를 안고 사는 많은 사람들에게 "빠르게 그를 텔레비전에서 가장 호감가는 인물 중 한 명으로" 만들었다. 퀄리는 "약함을 인정하는 과정이 어떻게 내재적 강점이 될 수 있는 지를 탐구함으로써 완다의 이야기는 일시적일지라도 보통의 만화책 공식에서 벗어나 신선함을 느끼게 한다."라고 덧붙이며 시리즈가 파국적인 사건이나 스펙터클을 위해 빌런과 싸우는 것에 의존하기보다는 사람들이 공감할 수 있는 한 사람의 내적 투쟁을 탐구하는 것에 즐거움을 느꼈다. 퀄리는 비전이 슬픔을 사랑의 인내에 비유하는 여덟 번째 에피소드의 한 순간에 대하여 마블이 "이러한 감정을 전하기 위해 진지한 멈춤을 취한 것"은 환상적이라고 말하였다.
퓨어와우의 캔디스 데이비슨은 처음에 이 시리즈와 시리즈의 시트콤 트로프 재현을 "오글거리는 슈퍼히어로 쇼"라고 일축하였지만, 결과적으로 이 쇼가 "상실과 극심한 트라우마를 겪으며 살아가는 데 대한 강력한 우화이며, 어떤 면에서는 우리 모두가 [코로나19] 범유행의 삶에 어떻게 대처하고 있는지를 반영"하고 있음을 알게 되었다. 데이비슨은 이 시리즈를 "서로 다른 수십 년의 쇼에서 나온 허울뿐인 연극"으로 보았지만, 시리즈가 끝난 뒤에는 막시모프의 시트콤 현실이 어떻게 그의 트라우마에 대처하는 방식이었는 지에 대해 논하였다. 그는 이 시리즈를 시청자가 편안함과 도피를 원했던 2020년에 가장 많이 스트리밍된 코미디 시리즈 《더 오피스》와 비교하였다. 필름 캠패니언의 게일 세큐어라 또한 어떻게 시트콤 향수가 단순한 허울이 아닌 지를 논하며, 이 시리즈가 전쟁으로 황폐해진 소코비아에서 막시모프의 부모가 가족을 위한 대처 메커니즘으로 시트콤을 활용하는 것을 보여주고, 막시모프가 성인이 된 후 트라우마적 순간에 자신에게 이와 동일한 전략을 쓰는 것에 주목하였다. 세큐어라는 이 시리즈가 이 대처 메커니즘을 어떻게 고찰하는 지를 논하며 다음과 같이 말하였다. "이 쇼는 탈출구를 찾는 이들에게 안전하고 환영받는 공간으로써의 엔터테인먼트를 옹호하지만, 또한 그것을 건강에 해로운 대처 메커니즘으로 사용하는 이들에게 경고하는 이야기로도 작용한다... 사람들이 그 어느 때보다 더 대처를 위한 수단으로 엔터테인먼트에 눈을 돌리고 있는 지금, 세계적 범유행 동안에 이 쇼의 공개는 핵심을 찌르게 한다."
io9의 찰스 풀리엄무어는 이 시리즈가 비전을 미국 시트콤 구성에 둘러싸인 "영웅, 멍청이, 사랑하는 남편의 정체성으로 살도록" 해주었기에 비전을 위한 "사차원적 캐릭터 연구"라고 평하였다. 풀리엄무어는 특히 비전이 "이해하지 못하는 일에 수고하고, 밤에 일이 꼬일 때 확인하고, [막시모프가] 마법으로 해치우러 오기 전에 집안일에 최선을 다하는" 아버지가 되는 것에 매료되었는데, 이 모든 것은 막시모프가 그들의 위장 속에 행복하게 지낼 수 있도록 하기 위한 것이다. 그는 또한 슈퍼히어로 영화에서 "대부분 누락되었다고" 그가 느끼는 로맨스와 친밀함을 탐구하는 데 이 시리즈가 목적 의식이 있다고 보았다.

### 수상
《완다비전》은 프라임타임 에미상의 여덟 부문 후보, 프라임타임 크리에이티브 아트 에미상의 열다섯 부문 후보(세 부문 수상)에 올랐으며, 미국 영화 연구소상 한 부문 후보(수상), 애니상 한 부문 후보, 미술 감독 조합상 한 부문 후보(수상),, 크리틱스 초이스 텔레비전상 네 부문 후보, 미국 감독 조합상 한 부문 후보,, 골든 글로브상 두 부문 후보,, 그래미상 한 부문 후보, 휴고상 한 부문 후보, 네뷸라상 한 부문 후보(수상), 피플스 초이스상 네 부문 후보, 미국 프로듀서 조합상 한 부문 후보, TCA 어워드 네 부문 후보, 시각 효과 협회상 세 부문 후보, 미국 작가 조합상 등에 지명되었다.
베터니와 한은 에미상 시상식에서 각각 드라마 시리즈 부문 남우주연상과 미니시리즈 및 영화 부문 여우조연상의 유력한 후보로 널리 거론되었으며, 이들의 수상 불발은 이변으로 여겨졌다. 이 시리즈 또한 많은 예상과 달리 크리에이티브 아트 에미상에서만 수상하였다. 시리즈는 2020년부터 2021년까지 더 리프레임 스탬프를 받은 117개 텔레비전 시리즈 중 하나이다. 이 우표는 성평등 연합체 리프레임이 "프로덕션 중요 분야 여덟 개 중 네 분야 이상에 여성으로 식별되는 인력을 고용한 ... 프로젝트에 수여하는 표시"로, 성평등 텔레비전 프로덕션의 진척을 보여주고자 제정되었다.

## 다큐멘터리 스페셜
2021년 2월, 다큐멘터리 시리즈 《마블 스튜디오: 어셈블드》가 발표되었다. 시리즈의 첫 번째 스페셜인 〈어셈블드: 더 메이킹 오브 완다비전〉은 이 시리즈의 제작 과정을 다루었으며, 셰이퍼, 샤크먼, 올슨, 베터니, 럽, 한, 패리스, 박, 데닝스, 피터스 등과 함께 시리즈에 영감을 준 고전 시트콤, 제작진이 초기 시트콤의 제작 과정을 어떻게 모방하였는지, 라이브 스튜디오 방청객 앞에서 촬영한 경험 등에 대해 이야기한다. 이 스페셜은 2021년 3월 12일 디즈니 플러스를 통해 공개되었다.

## 향후 계획

### 후속작
2021년 1월, 셰이퍼는 두 번째 시즌에 대한 잠재적 계획에 대해 언급할 수 없다고 밝혔으나, 해당 시리즈가 완결된 느낌을 줄 것이라고 말했다. 샤크먼은 2기에 대한 계획이 없으며, 그것을 정당화할 만한 특정 이야기가 나올 경우에만 제작될 것이라고 언급했다. 2021년 6월, 올슨은 《완다비전》이 리미티드 시리즈라고 말했다.
파이기는 두 번째 시즌의 가능성을 배제하지 않았으나, 계획된 바는 없으며 《완다비전》의 이야기는 대신 영화 《닥터 스트레인지: 대혼돈의 멀티버스》를 비롯한 여러 곳에서 계속될 것이라고 밝혔다. 패리스는 램보 역할로 《캡틴 마블》의 후속작인 영화 《더 마블스》(2023년)에 재출연했는데, 이 작품은 《완다비전》의 작가 메건 맥도널이 공동 집필했다. 또한 베터니는 《완다비전》의 사건 이후를 배경으로 하는 비전 중심의 시리즈(2026년)에서 그의 역할을 재연할 것으로 예상되는데, 이는 이전에 셰이퍼를 수석 작가로 하여 《비전 퀘스트》라는 이름으로 개발 중이었으며 《완다비전》의 직접적인 스핀오프를 목표로 했다.

### 스핀오프

#### 《전부 애거사 짓이야》
2021년 10월 경, "다크 코미디" 스핀오프 시리즈가 개발 중이었으며, 한은 애거사 하크니스 역할로, 셰이퍼는 작가 겸 제작 총괄로 복귀하였다. 쇼러너를 맡은 셰이퍼는 간자 몬테이로, 레이첼 골드버그와 함께 시리즈의 일부 에피소드를 연출하였다. 한의 참여는 마블 스튜디오와의 더 큰 계약의 일환으로, 시리즈와 영화에서 그의 역할을 재연하는 것이었다. 마블 스튜디오는 2021년 11월에 이 시리즈를 공식 발표하였다. 《완다비전》에서 역할을 재연하는 다른 배우들로는 포드, 럽, 페이튼, 렝겔, 알리, 글릭, 브라이언 브라이트먼, 포브스가 있으며, 조 로크, 사셰르 자마타, 알리 안, 마리아 디지아, 폴 아델스타인, 마일스 구티에레스라일리, 오쿠이 오크포크워실리, 패티 루폰, 오브리 플라자와 함께 출연한다. 럽은 이 시리즈를 《완다비전》의 두 번째 시즌이라고 설명하였다. 《전부 애거사 짓이야》는 2024년 9월 디즈니+를 통해 공개되었다.

## 주해
1. ↑  《어벤져스: 에이지 오브 울트론》(2015년)에서 묘사된다
2. ↑  《어벤져스: 엔드게임》(2019년) 사건 동안 어벤져스가 벌인 행동의 결과이다.
3. ↑  《어벤져스: 인피니티 워》(2018년)에서 묘사된다.